# Biserica de lemn din Valea Sării

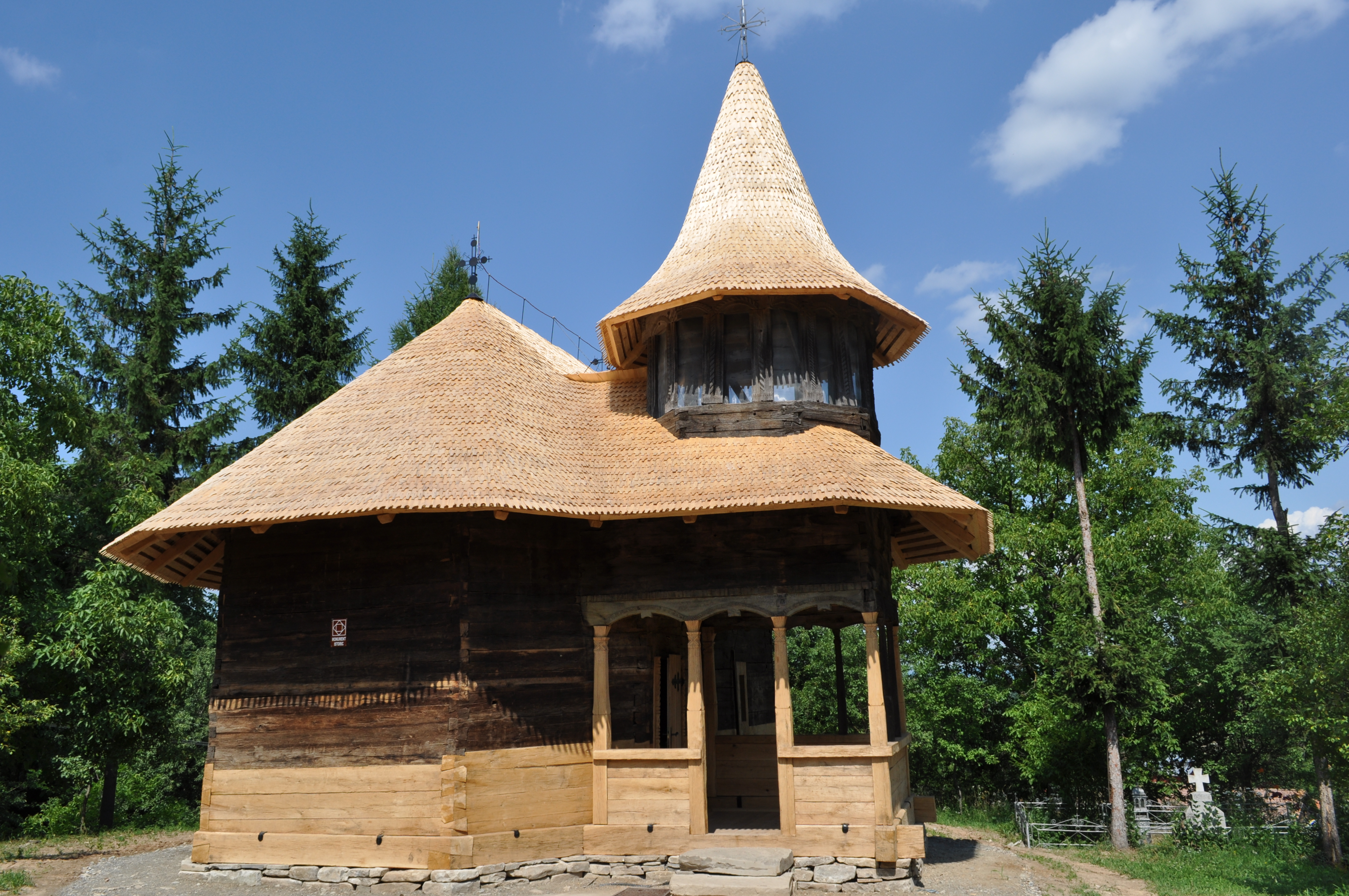
Biserica de lemn „Cuvioasa Paraschiva” din Mătăcina-Valea Sării, comuna Valea Sării, județul Vrancea, foto: iulie 2011.

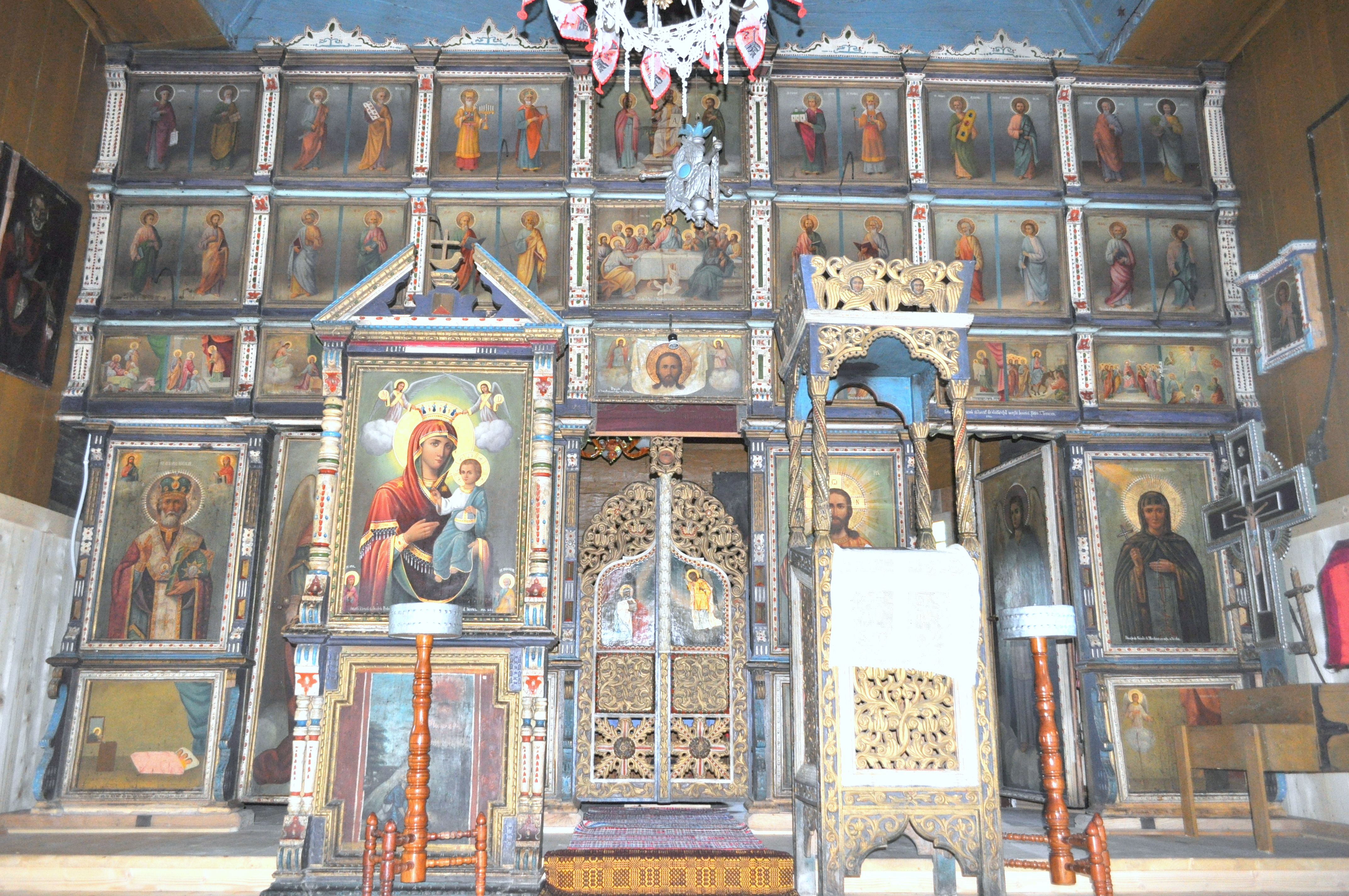
Iconostasul

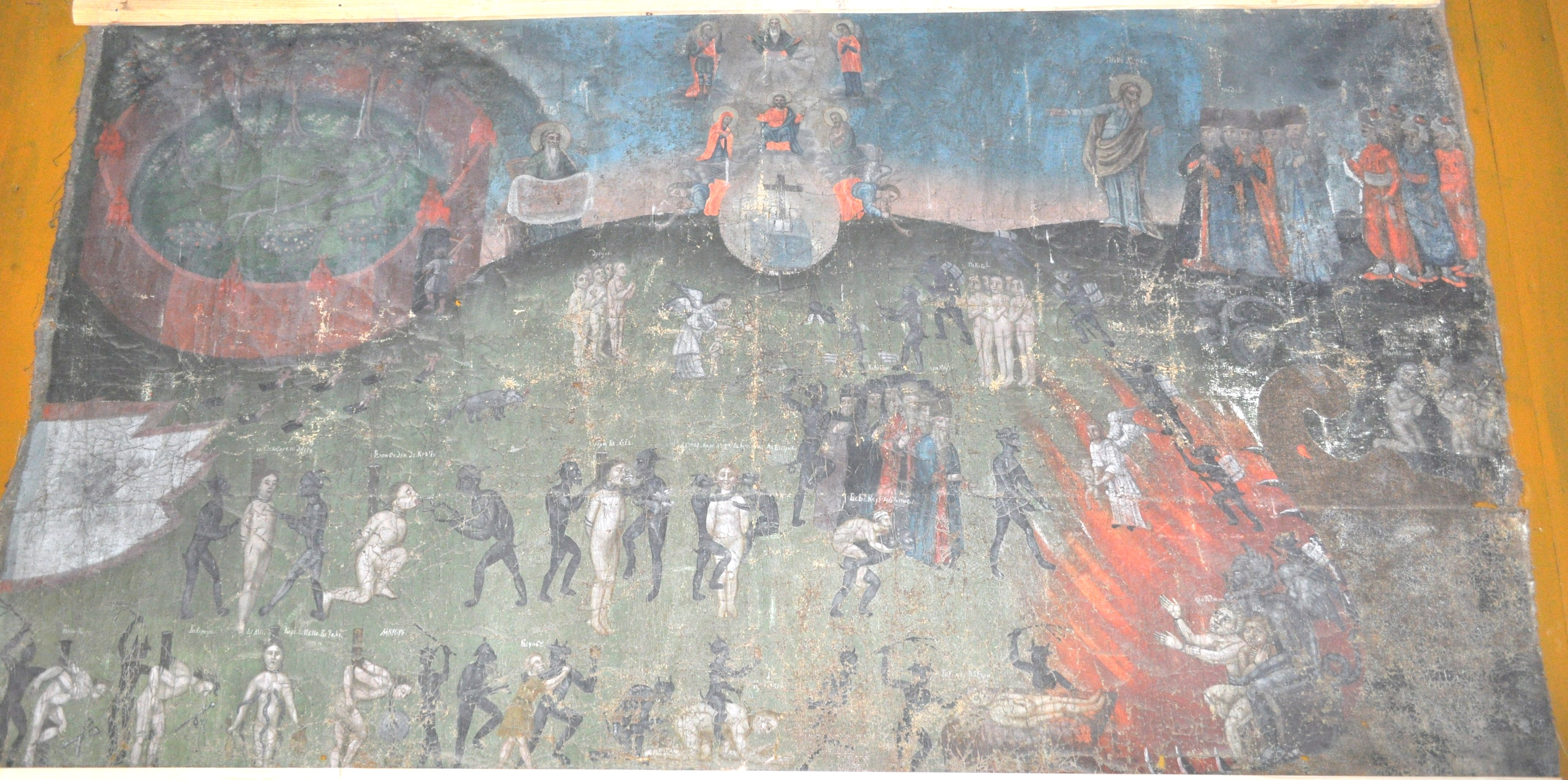
Judecata de apoi în micul pronaos al bisericii de lemn din Valea Sării

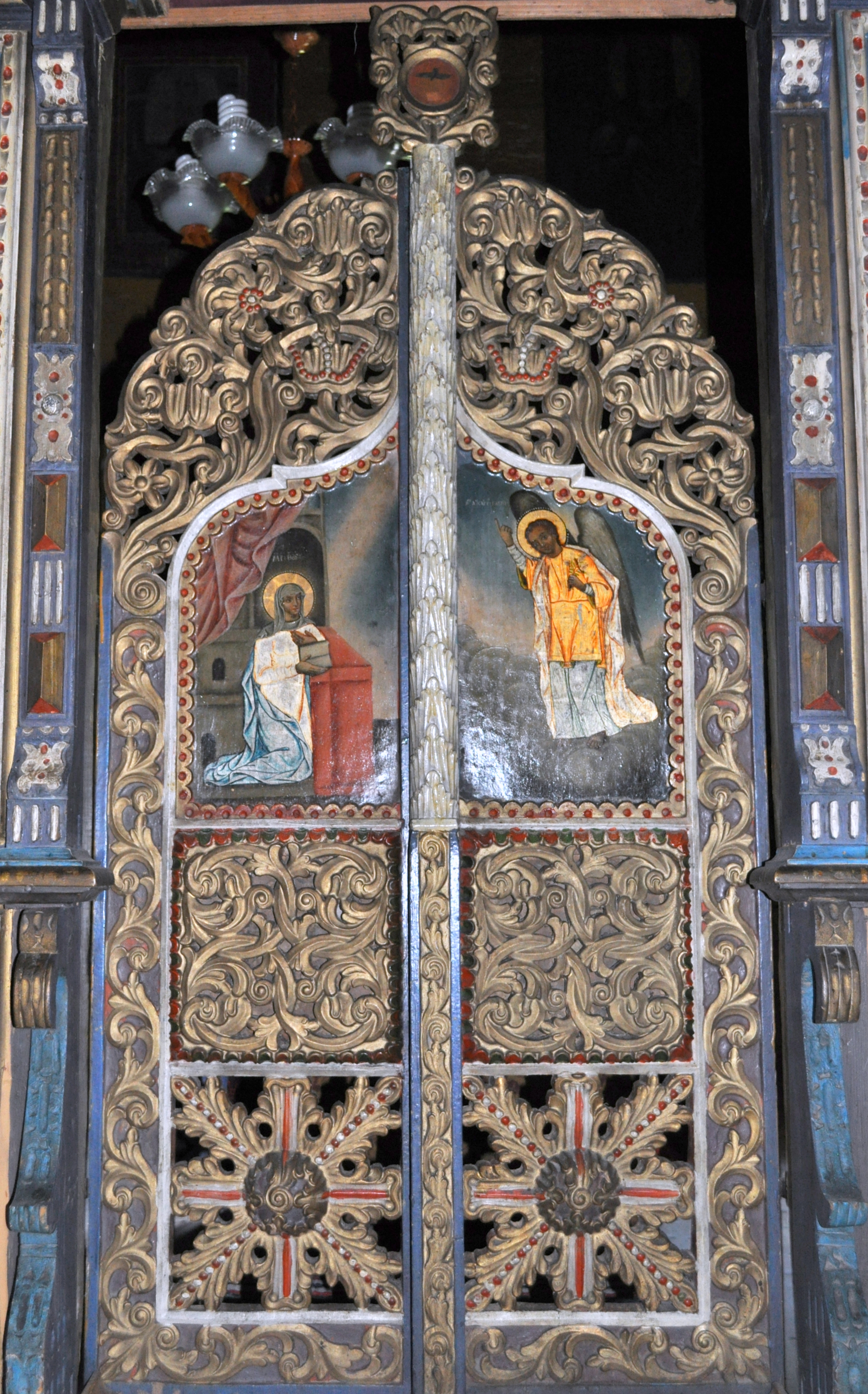
Ușile împărătești

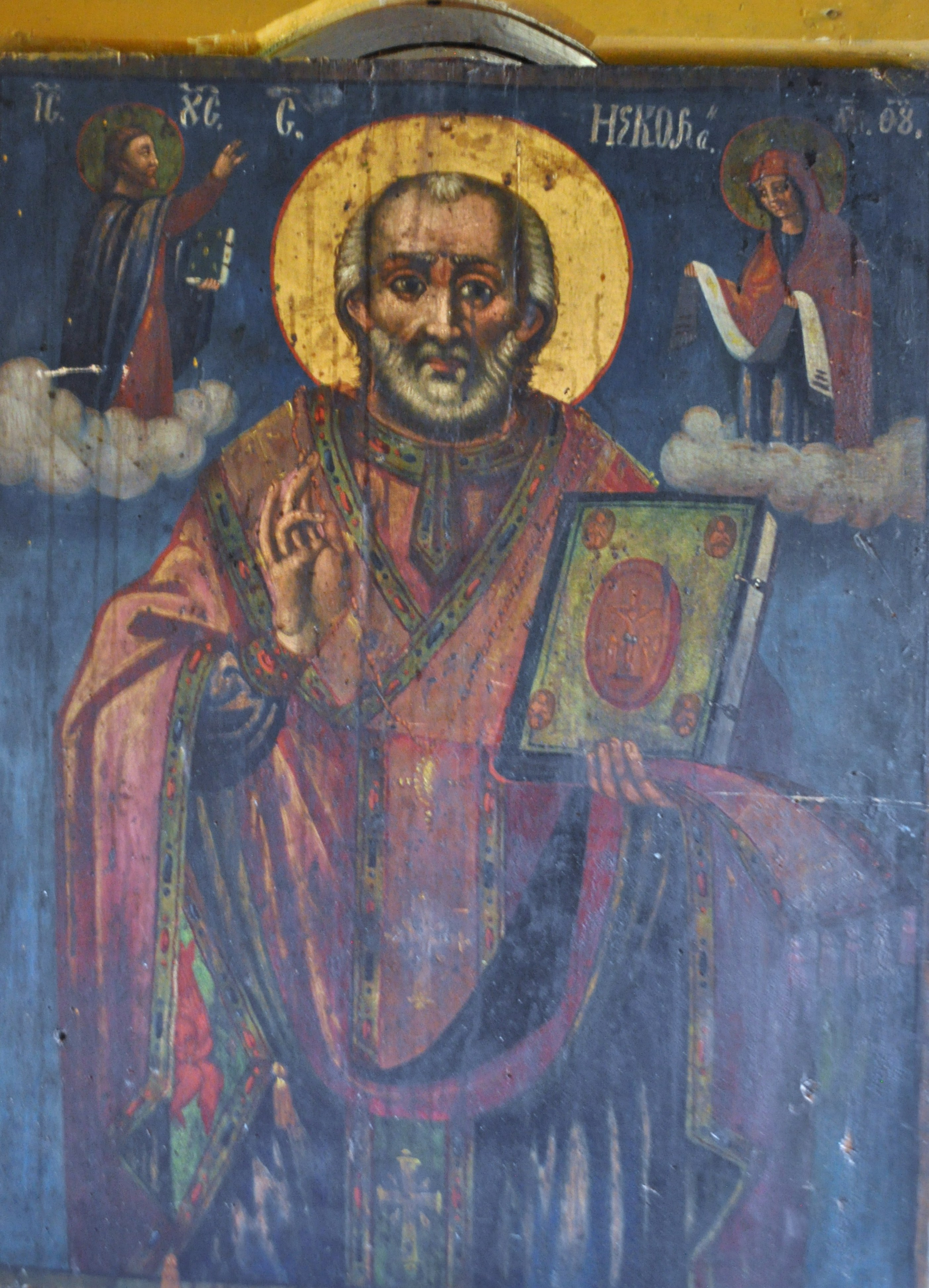
Sfântul Nicolae

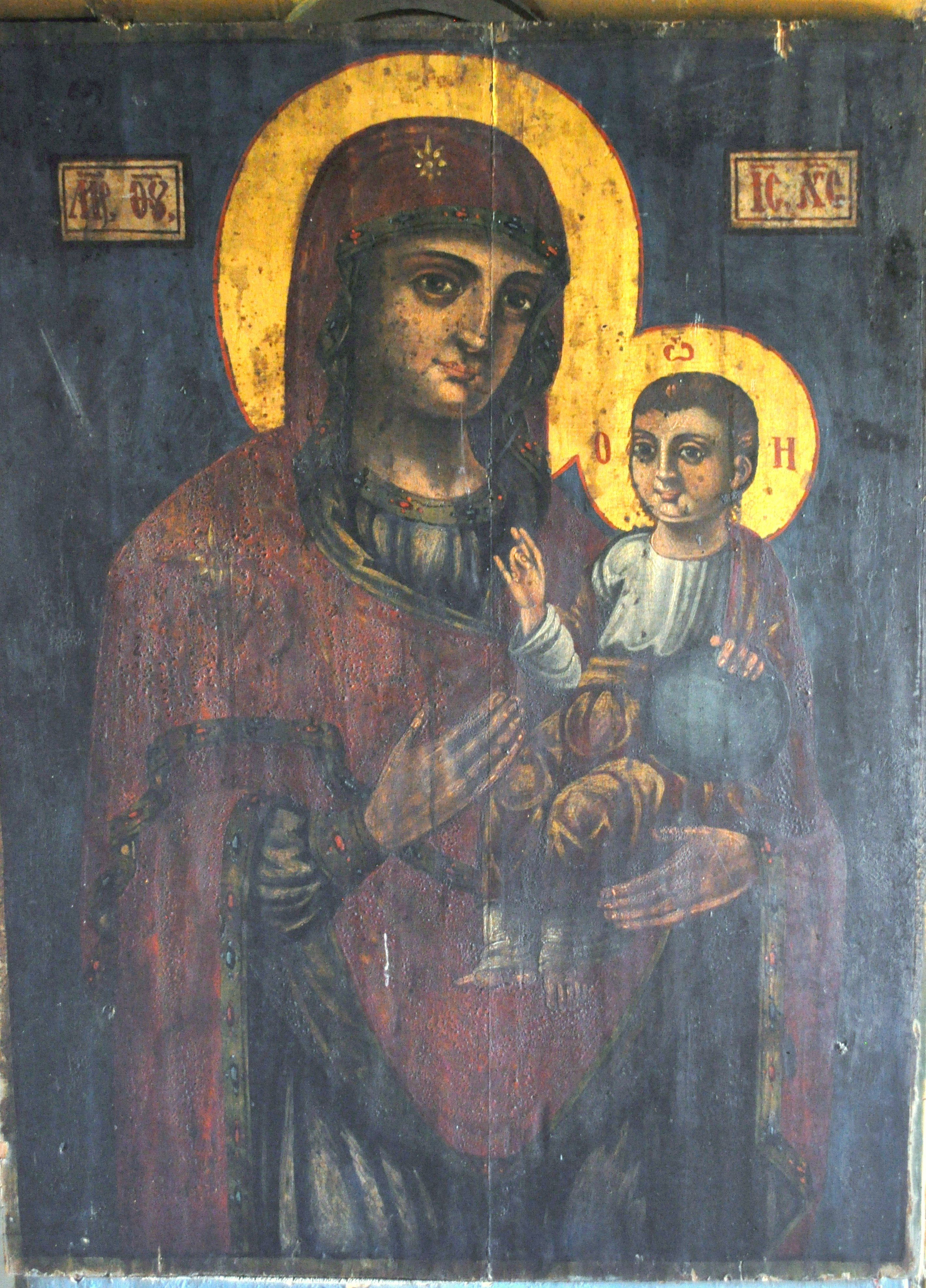
Maica Domnului cu Prucul

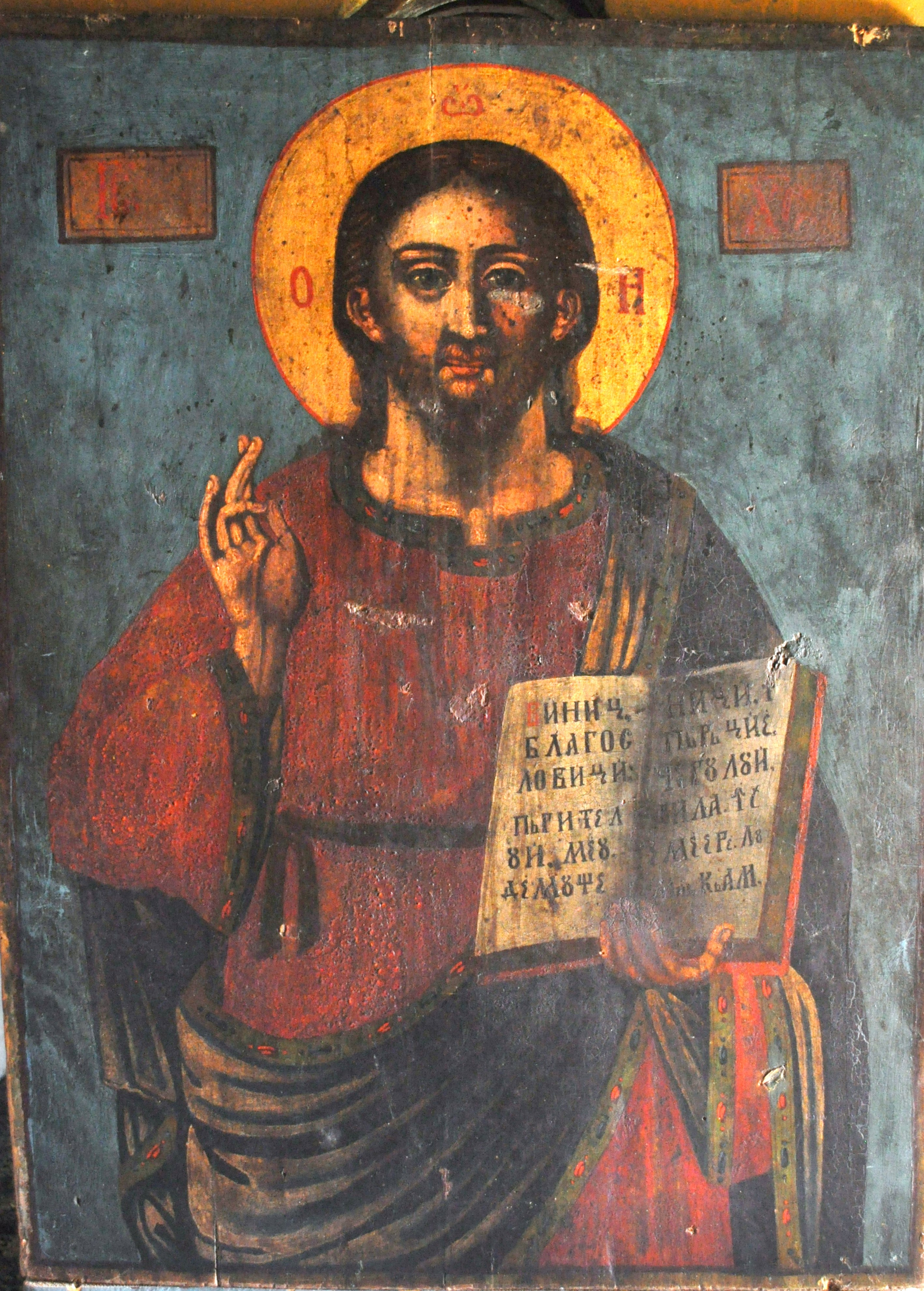
Iisus binecuvântând

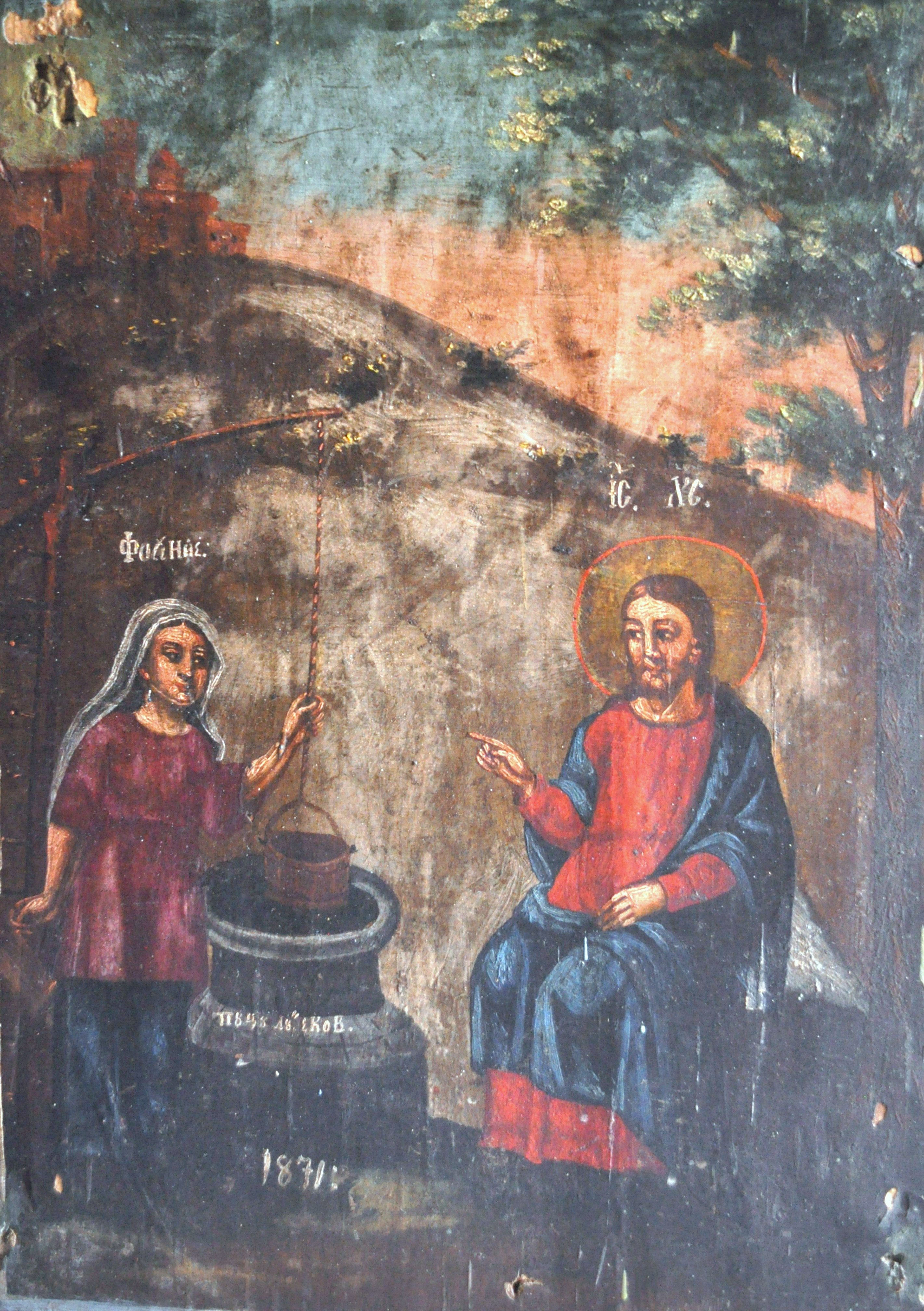
Puțul lui Iacov

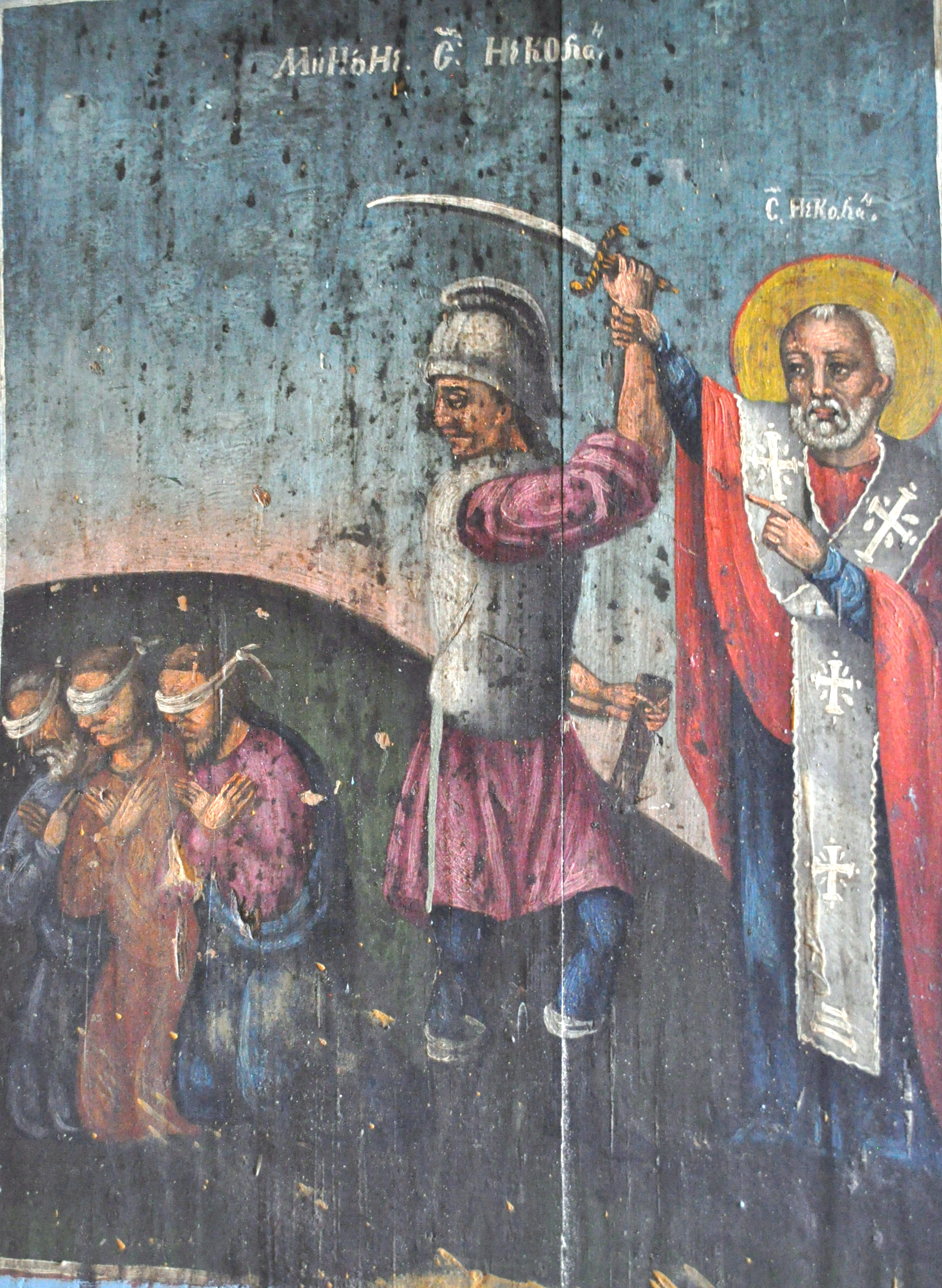
Osândiții pe nedrept salvați de Sfântul Nicolae

Biserica de lemn din Mătăcina-Valea Sării, comuna Valea Sării, județul Vrancea a fost ridicată în anul 1772. Figurează pe Lista Monumentelor Istorice din anul 2010 cod LMI VN-II-m-A-06563.

## Istoric și trăsături
Biserica „Cuvioasa Paraschiva”, monument istoric nr. cod LMI VN-II-m-A-06563,  reprezintă un lăcaș de cult realizat din lemn de către meșterii locali între anii 1772-1773.
Planul bisericii este unul de tip navă, cu absidele poligonale nedecroșate. Meșterii locali au folosit bârne de lemn de stejar, încheiate în „coadă de rândunică” pentru peretii edificiului, pe care l-au clădit pe un soclu din piatră de râu. Accesul în biserică se face prin pridvorul lăsat deschis, cu stâlpi frumos sculptați, fiecare cu altă decorație, și cu fruntarul de asemenea bogat ornamentat.
Acoperișul este de tip șarpantă cu învelitoare din șindrilă, răsărind din el turnul clopotniță, învelit separat, având o forma prismatică. 
La biserica de la Valea Sării se remarcă cheia de boltă, un minicilindru cu o cruce gravată în interior și cu o scriere în chirilică a anului 1773 – probabil anul construcției.  
Interiorul este simplu, fiind reprezentat de ușile împărătești din lemn, pictate, care redau în culori pastelate pe Arhanghelul Gavriil și Fecioara Maria în cadrul Bunei-Vestiri. În biserică se mai păstrează fragmente de icoane pe pânză provenind de la o veche catapeteasmă în care sunt redate scenele „Judecata de apoi” și „Împărtășirea Mariei Elisabeta”, catapeteasmă pictată la finele veacului al XIX-lea. Bolta este pictată în nuanțe de albastru cu stele aurii ce sugerează cerul înstelat - implicit apropierea de divinitate. 
Din patrimoniul bisericii fac parte numeroase icoane pe lemn vechi, de mare valoare. Biserica a fost restaurată în cursul anului 2011.

## Imagini din exterior

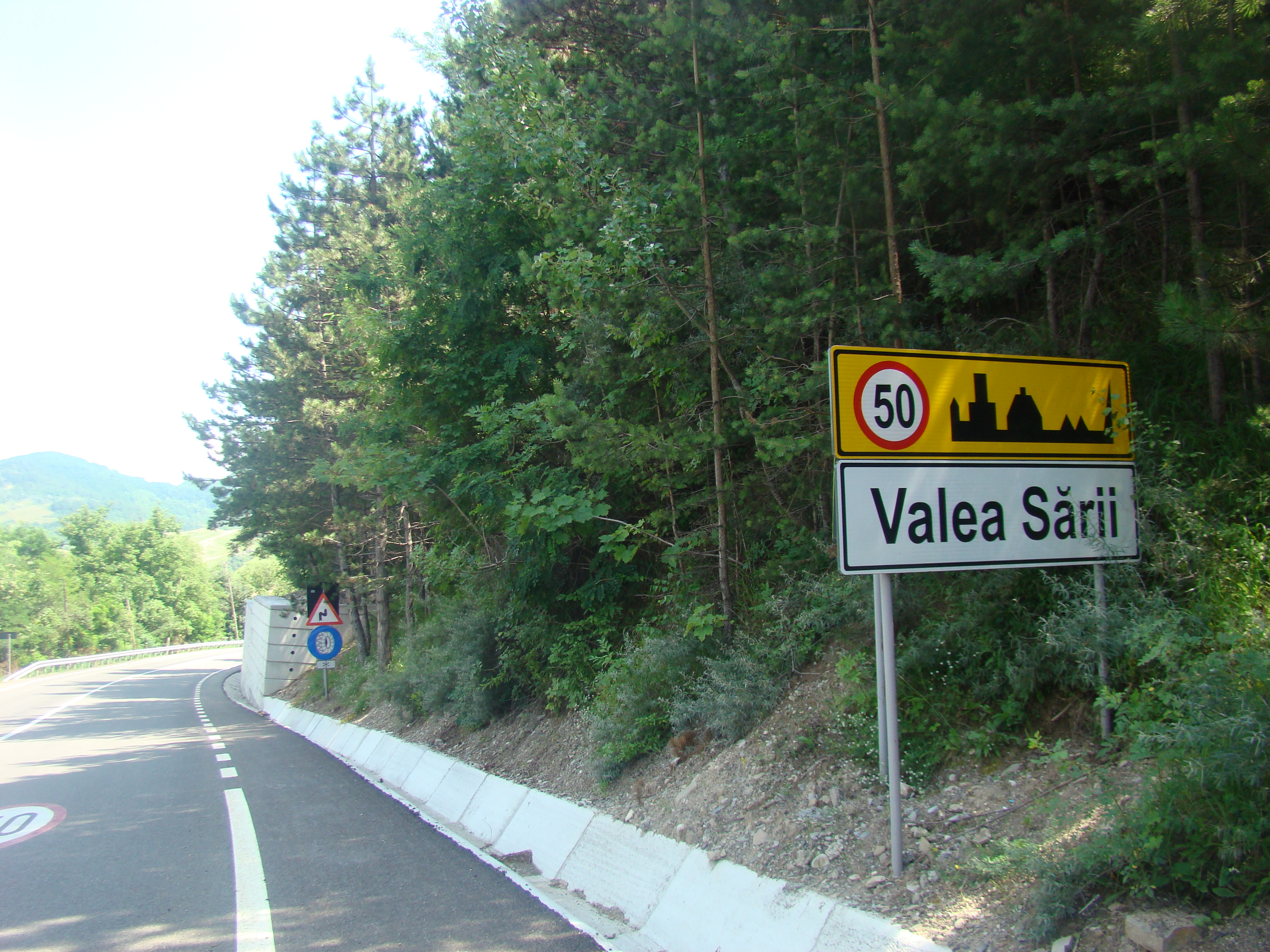
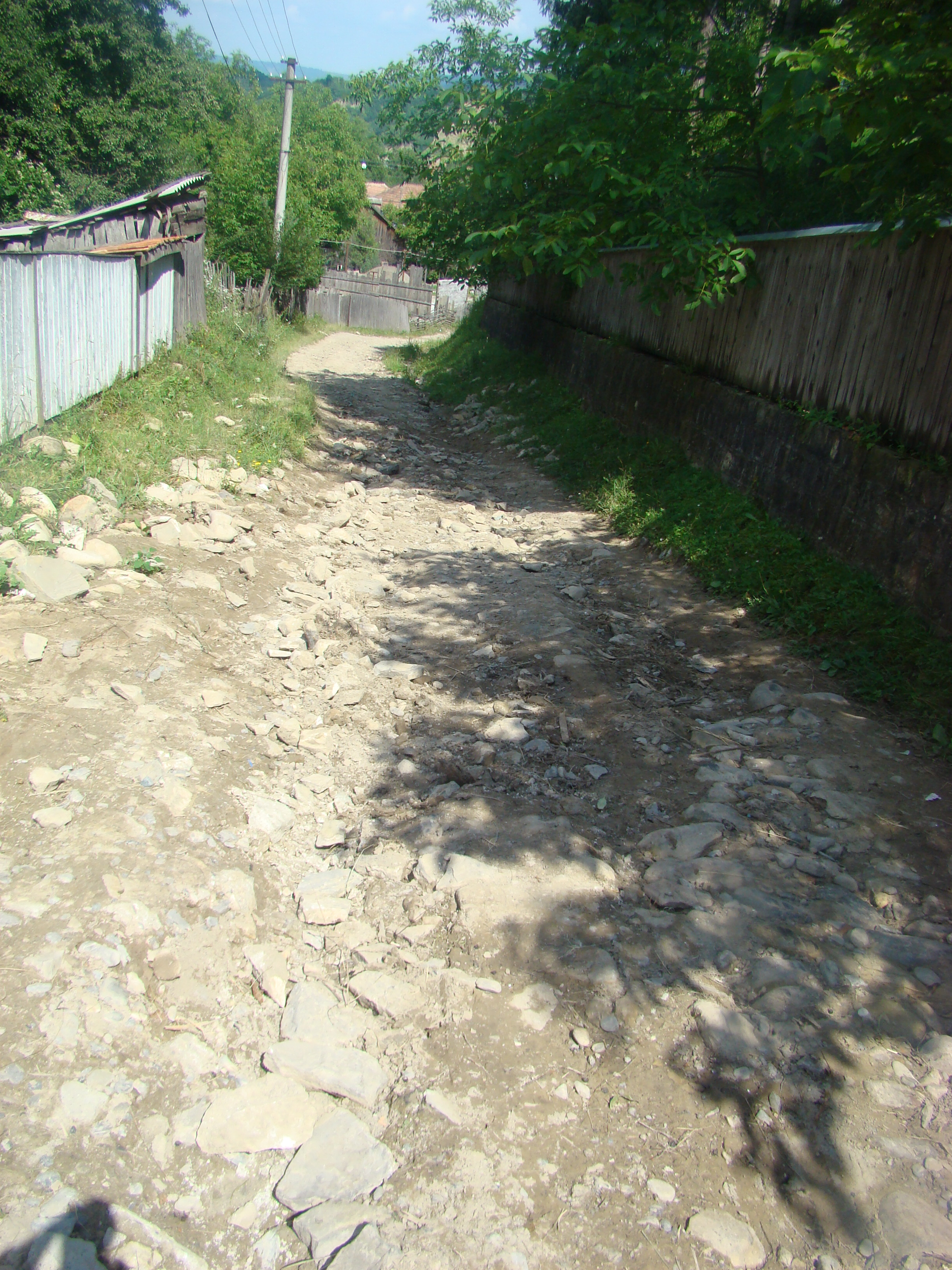
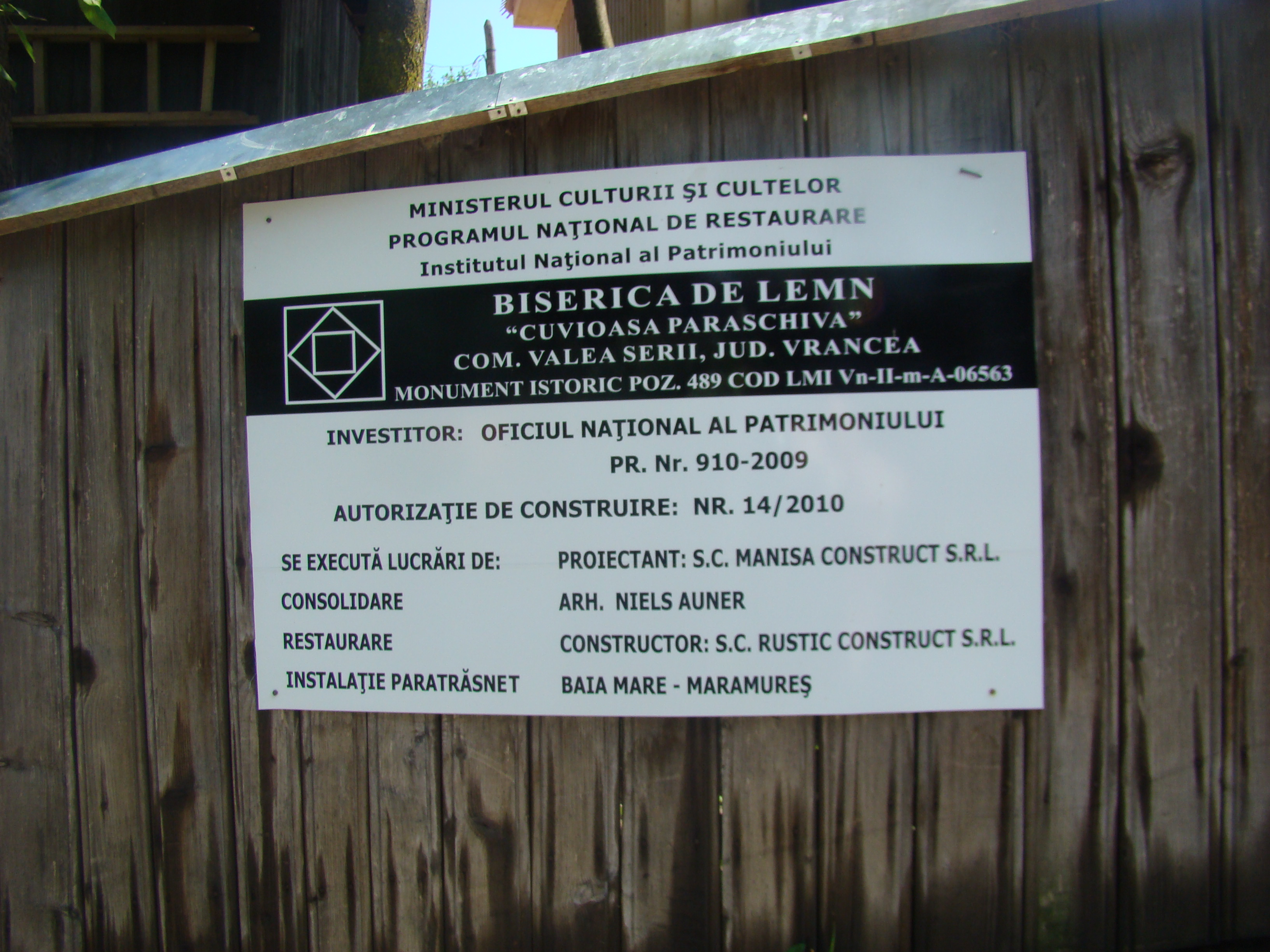
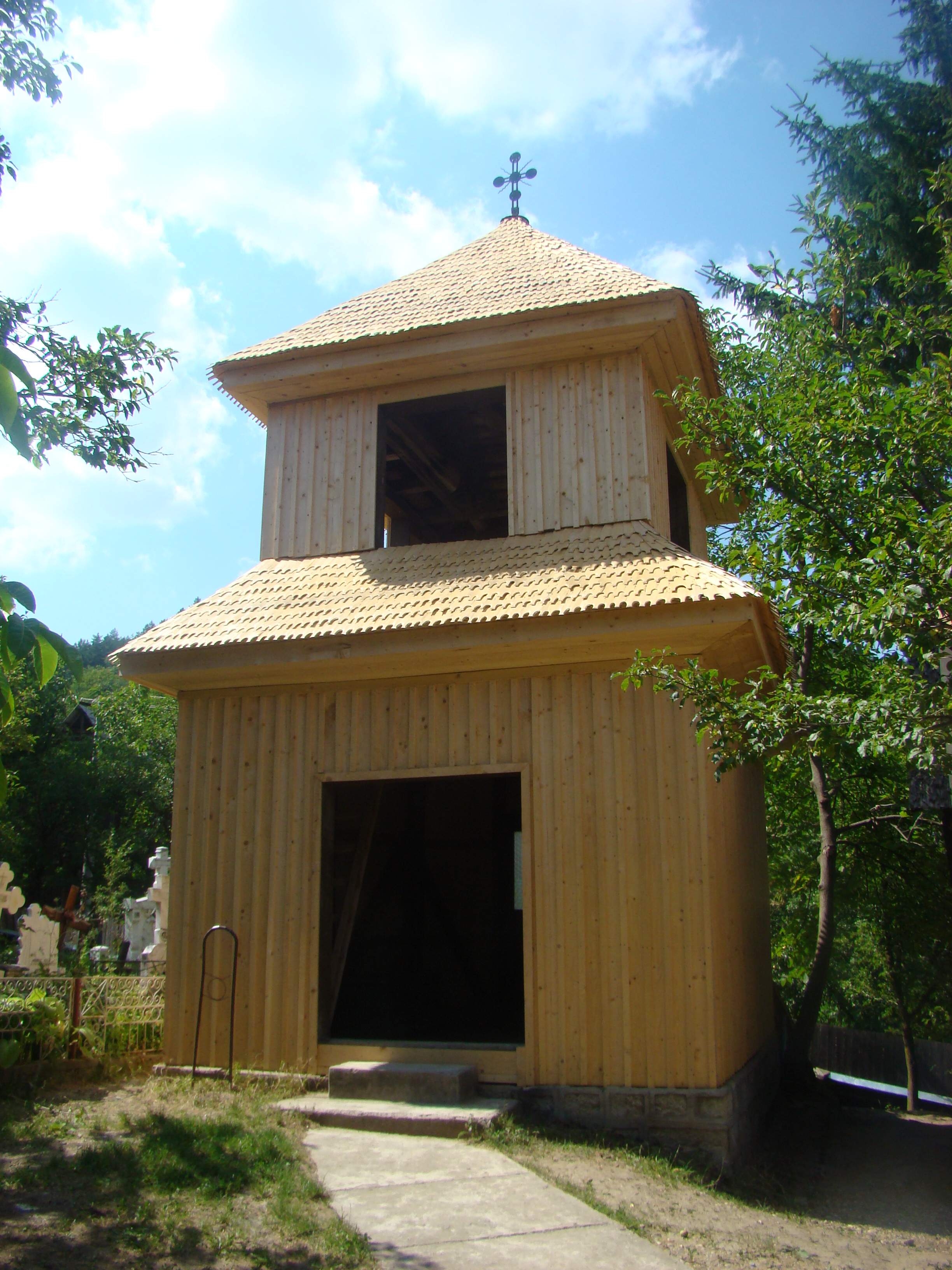
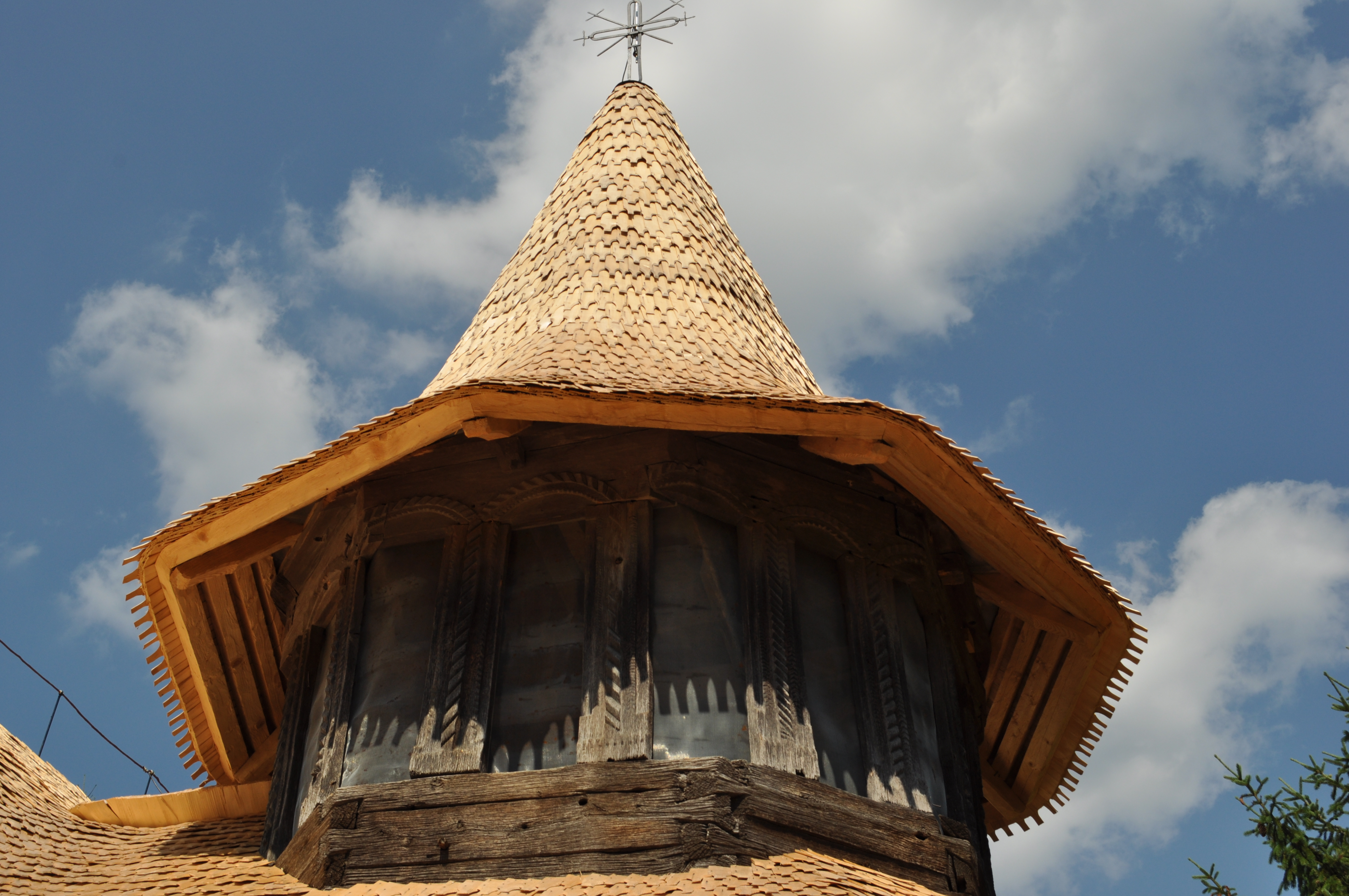
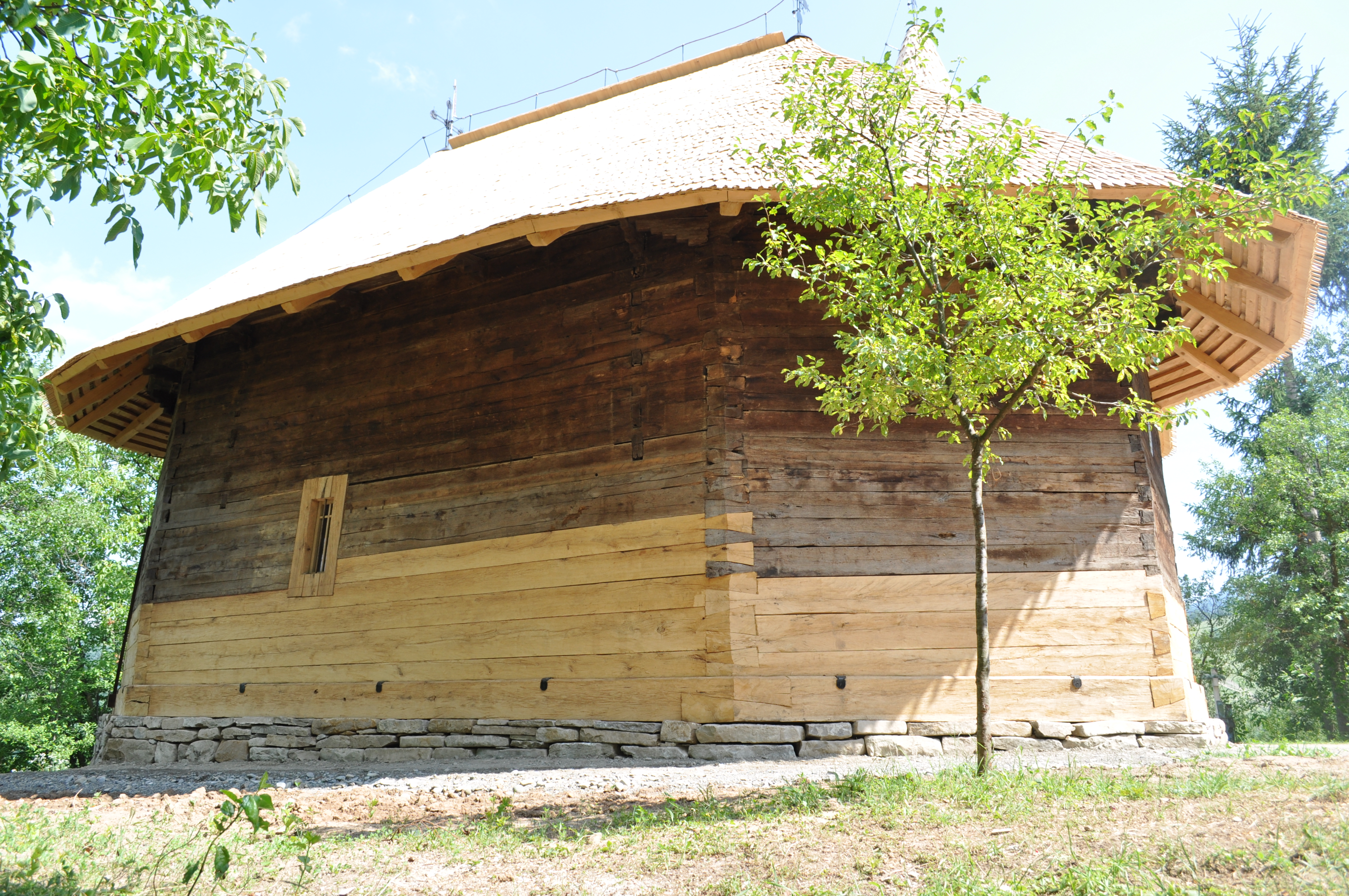
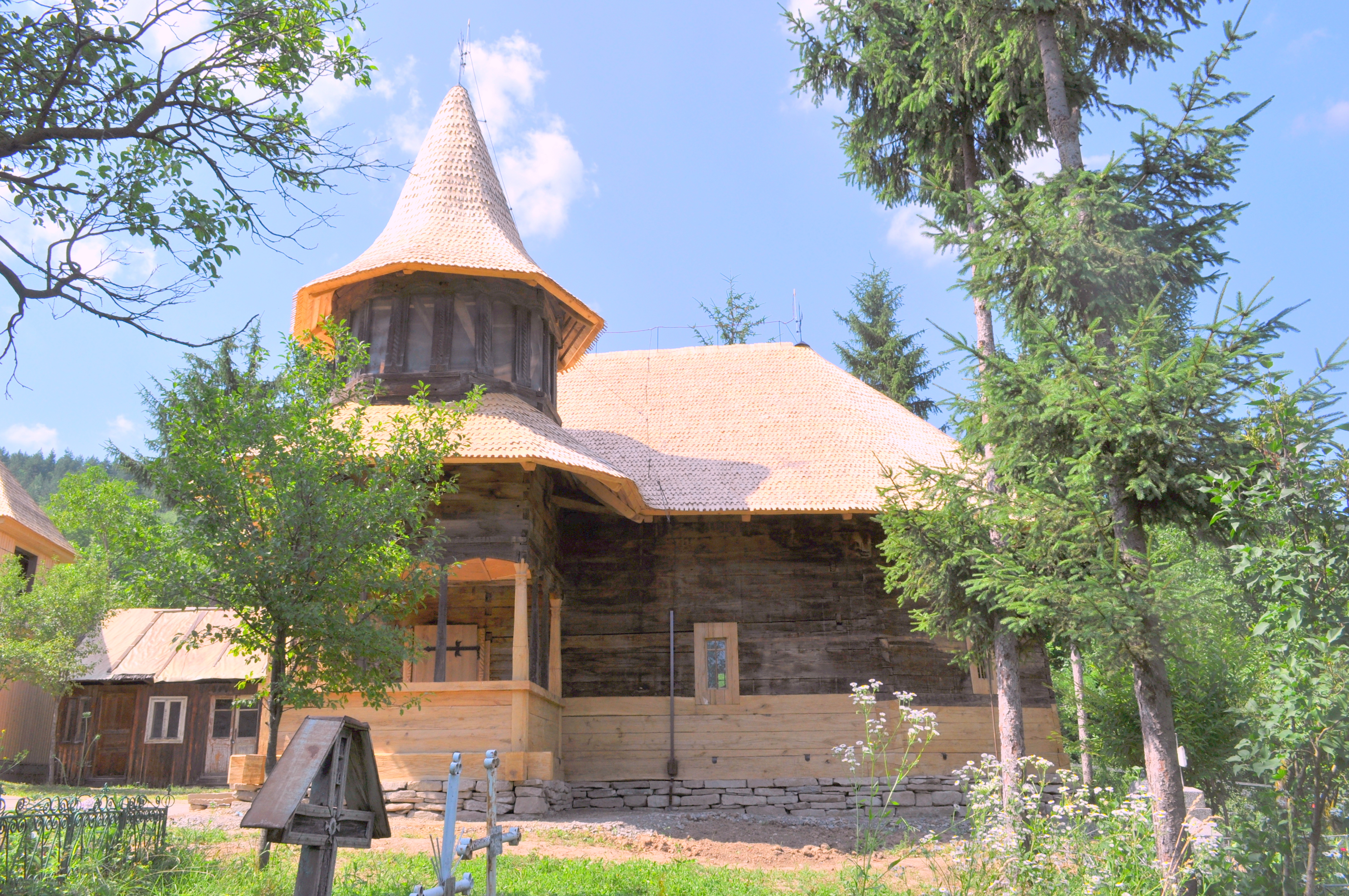
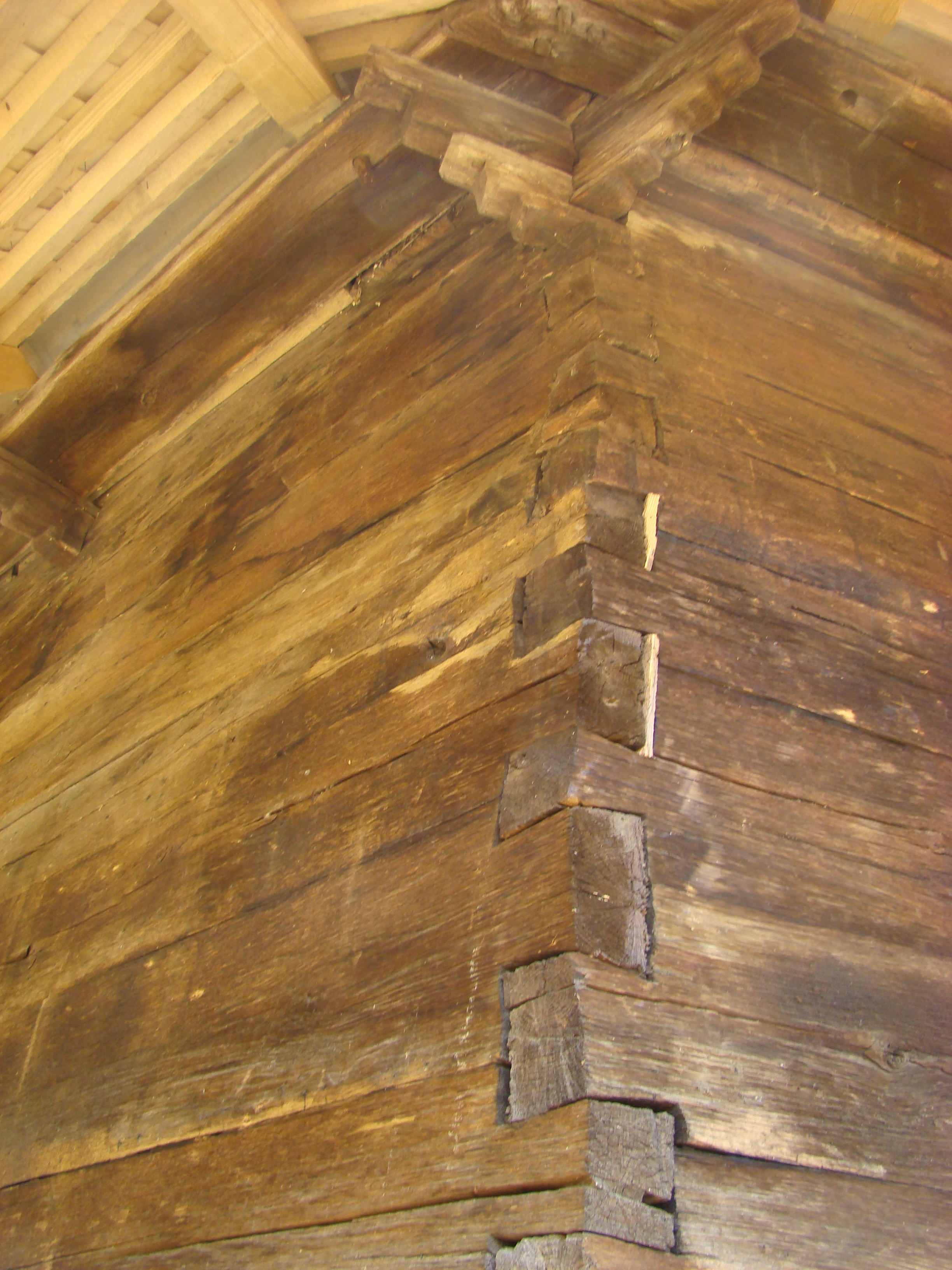
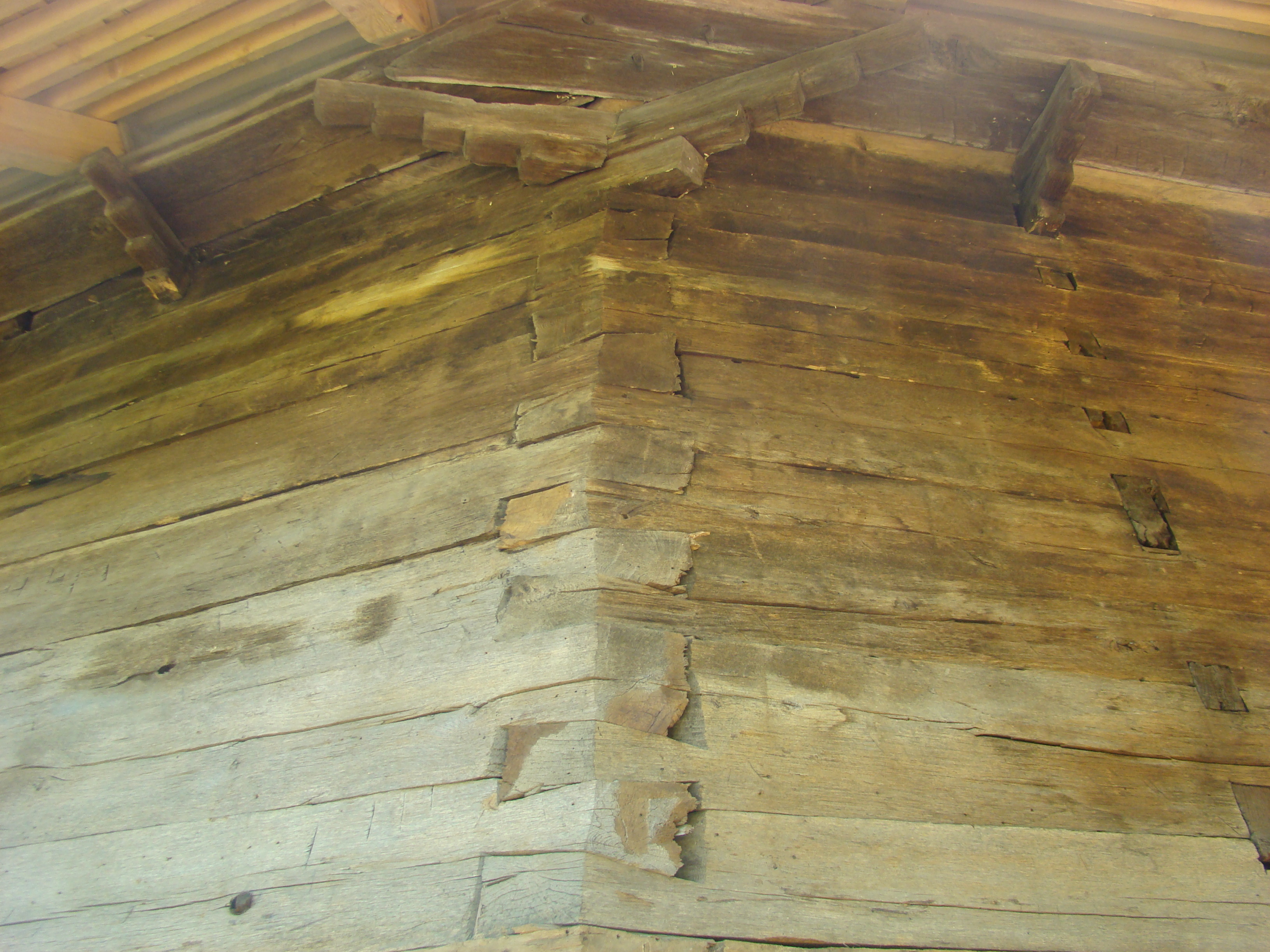
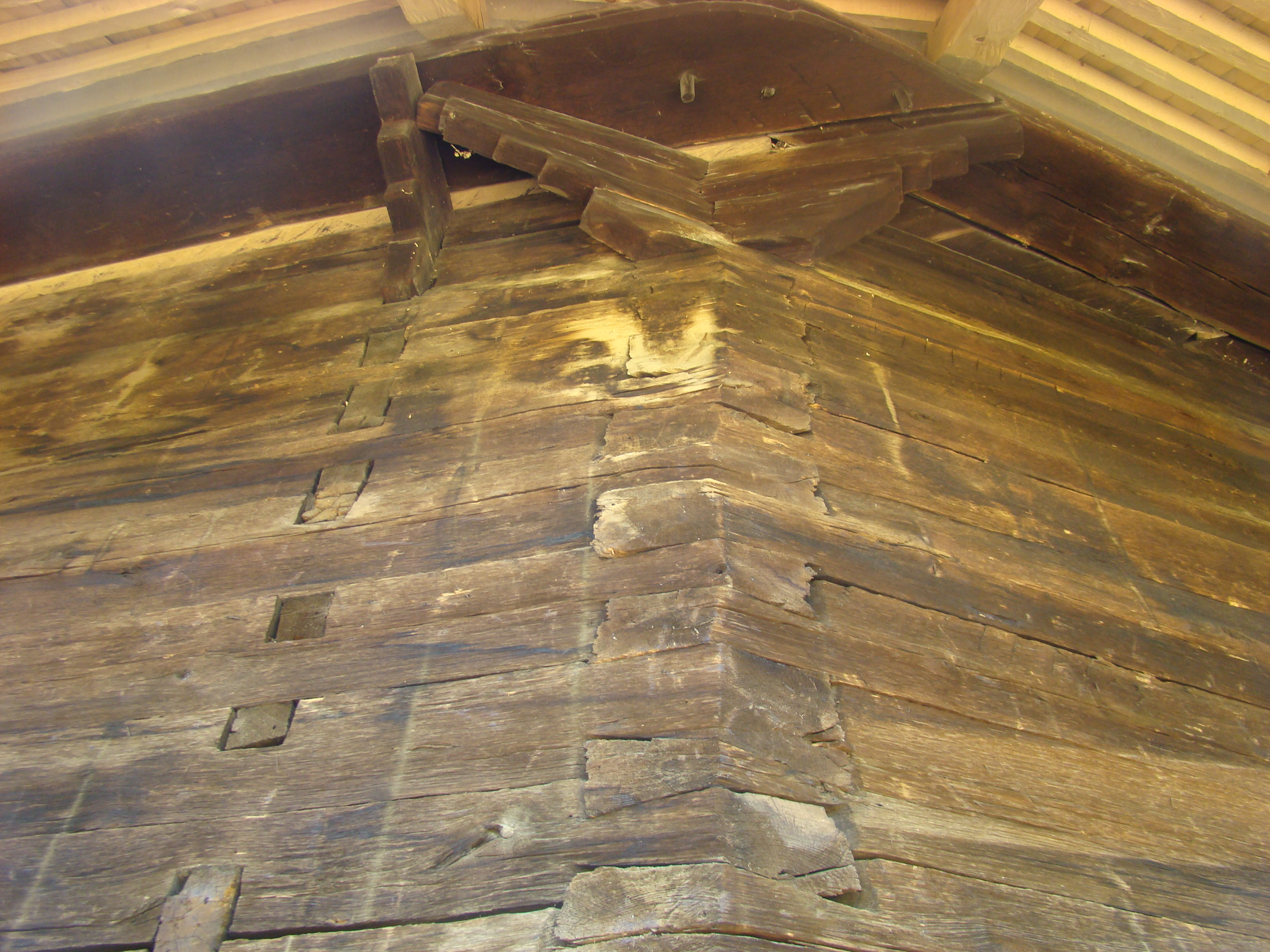
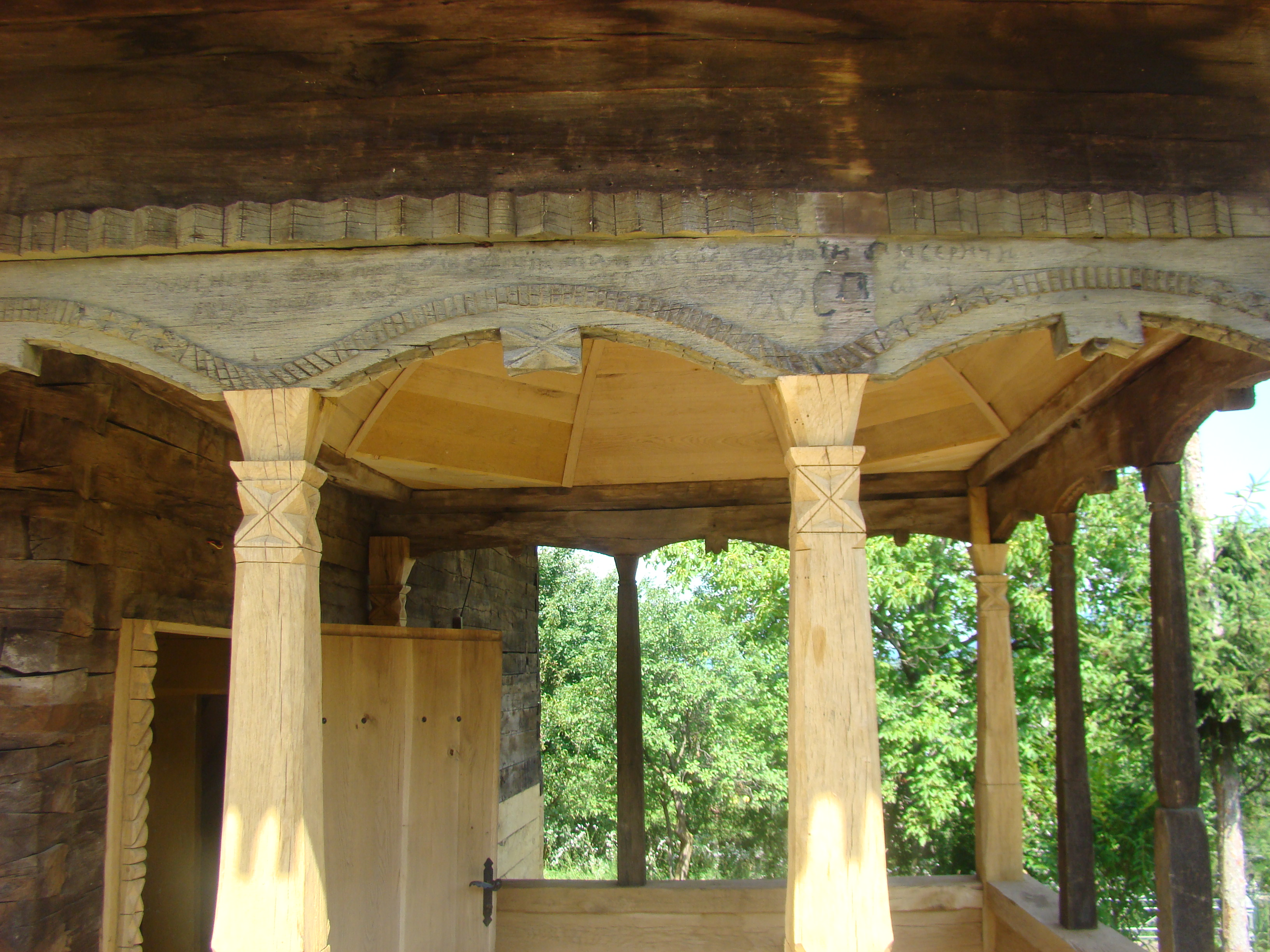

## Imagini din interior

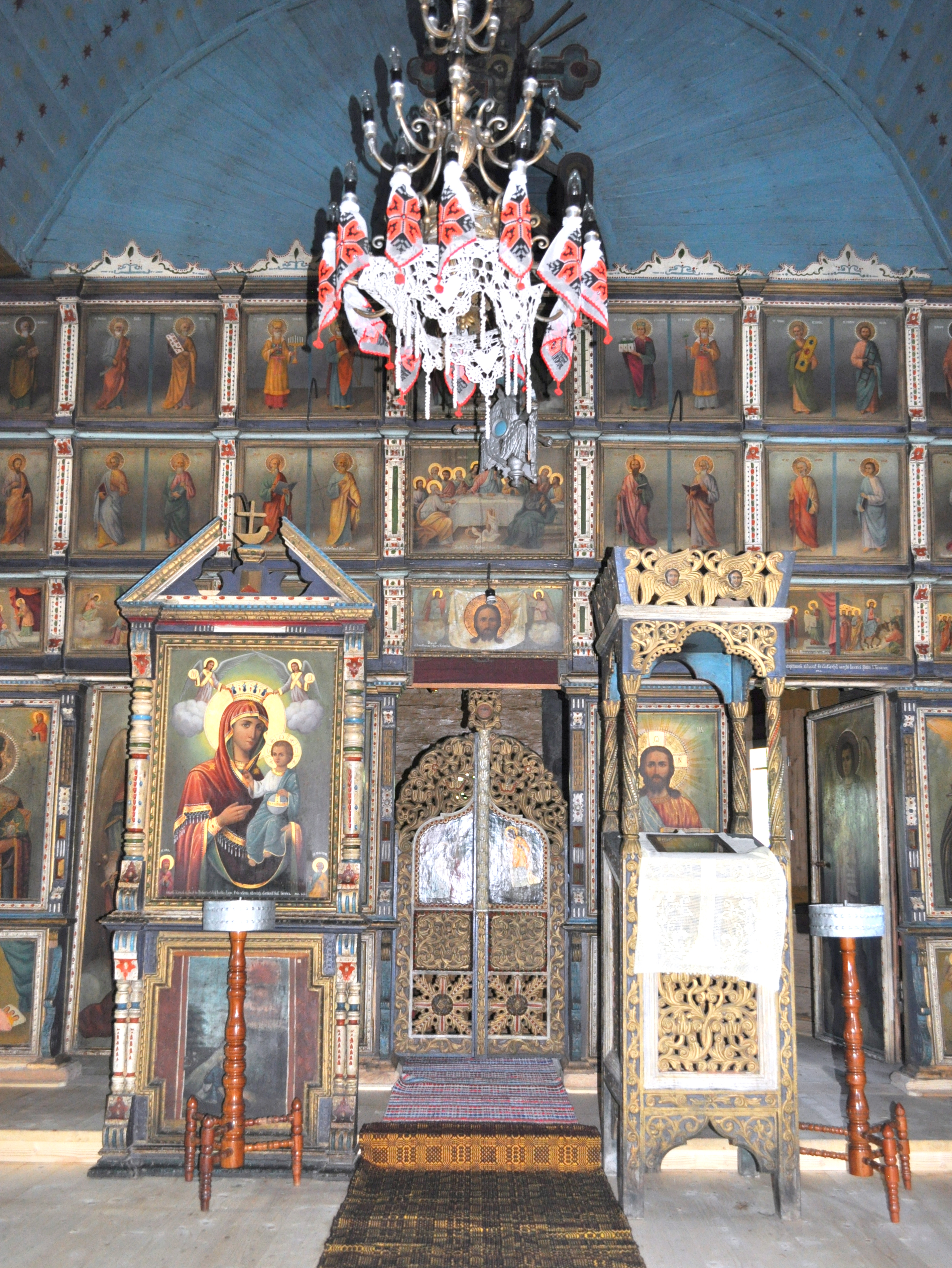
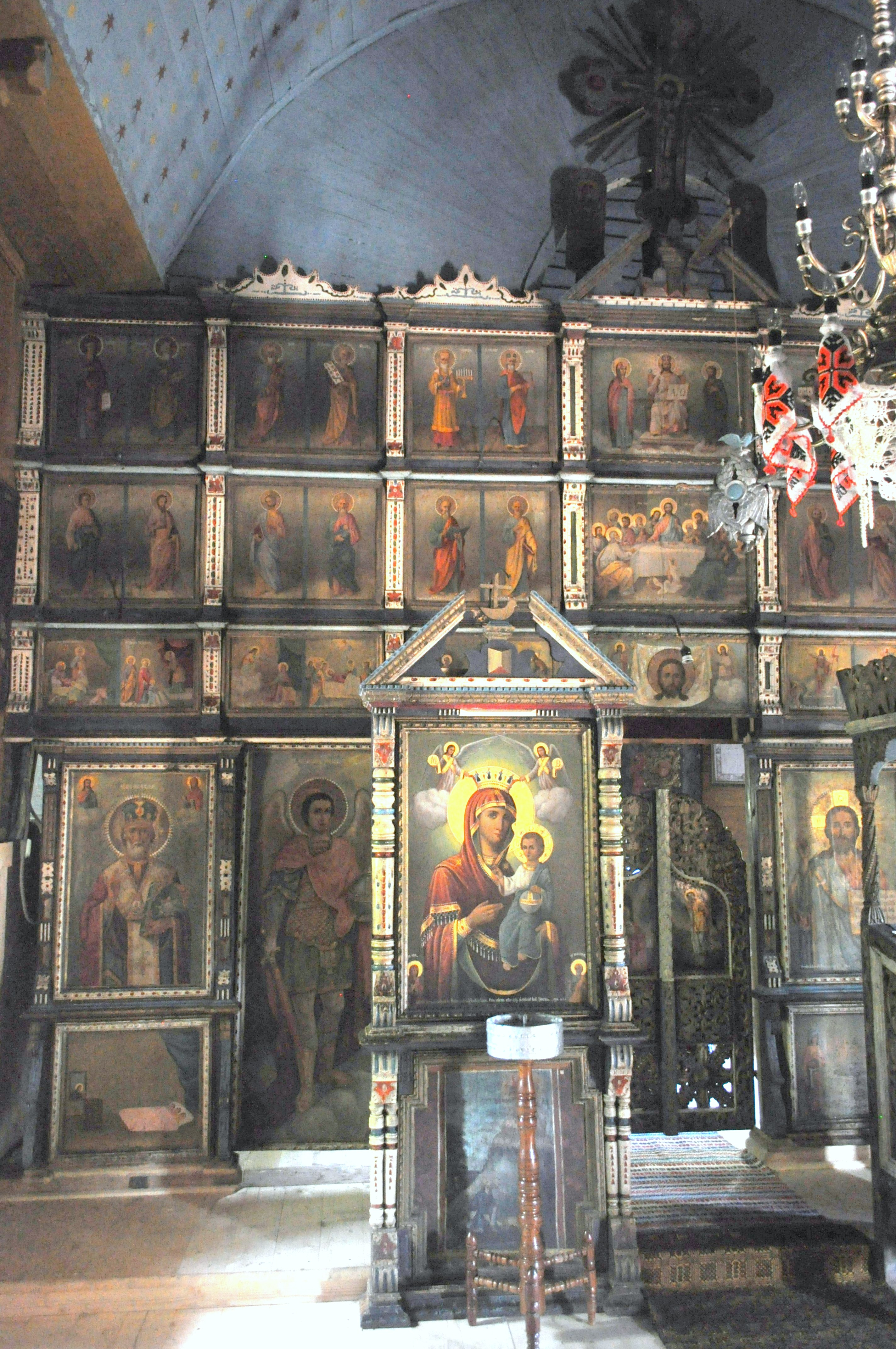
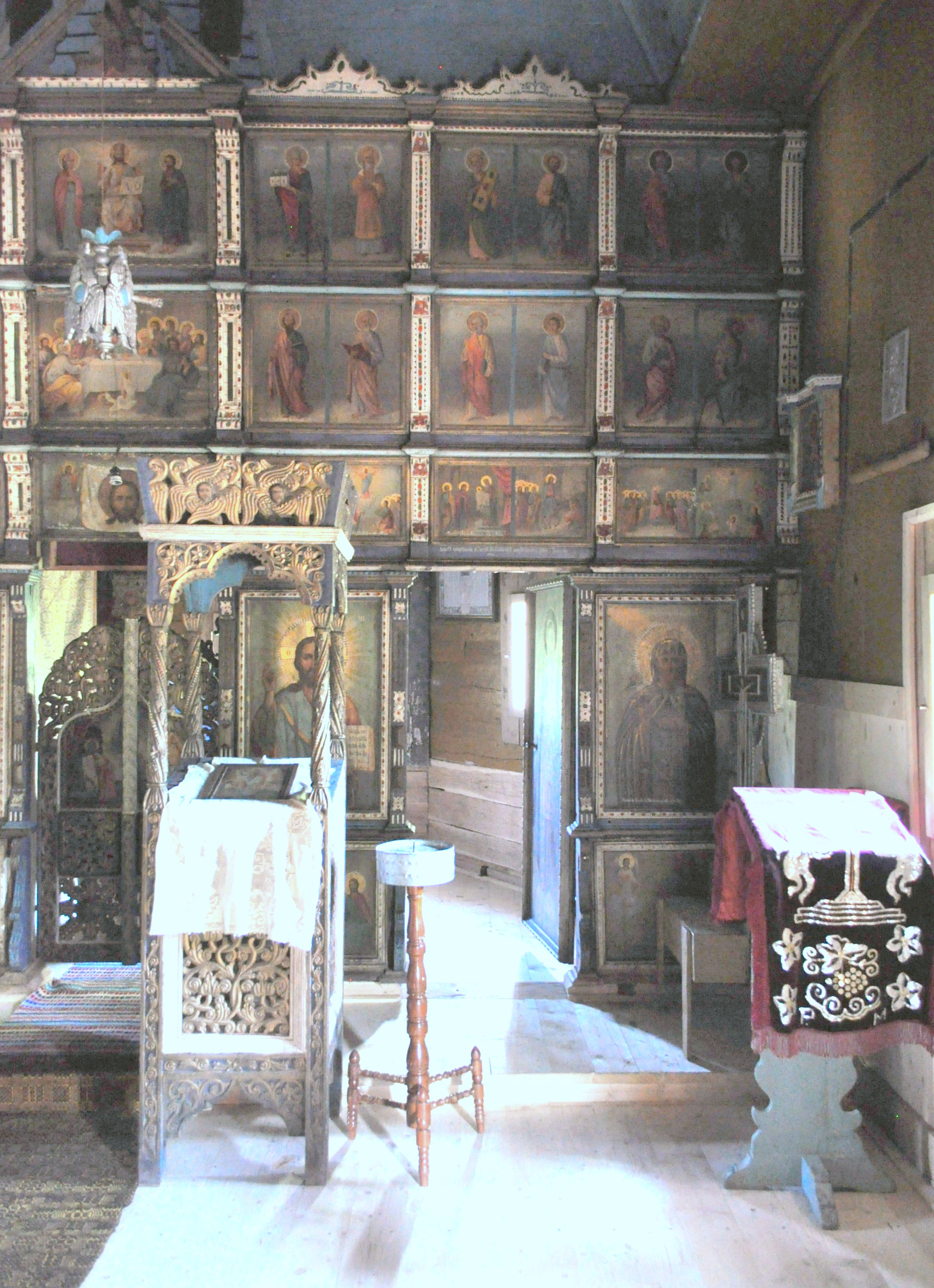
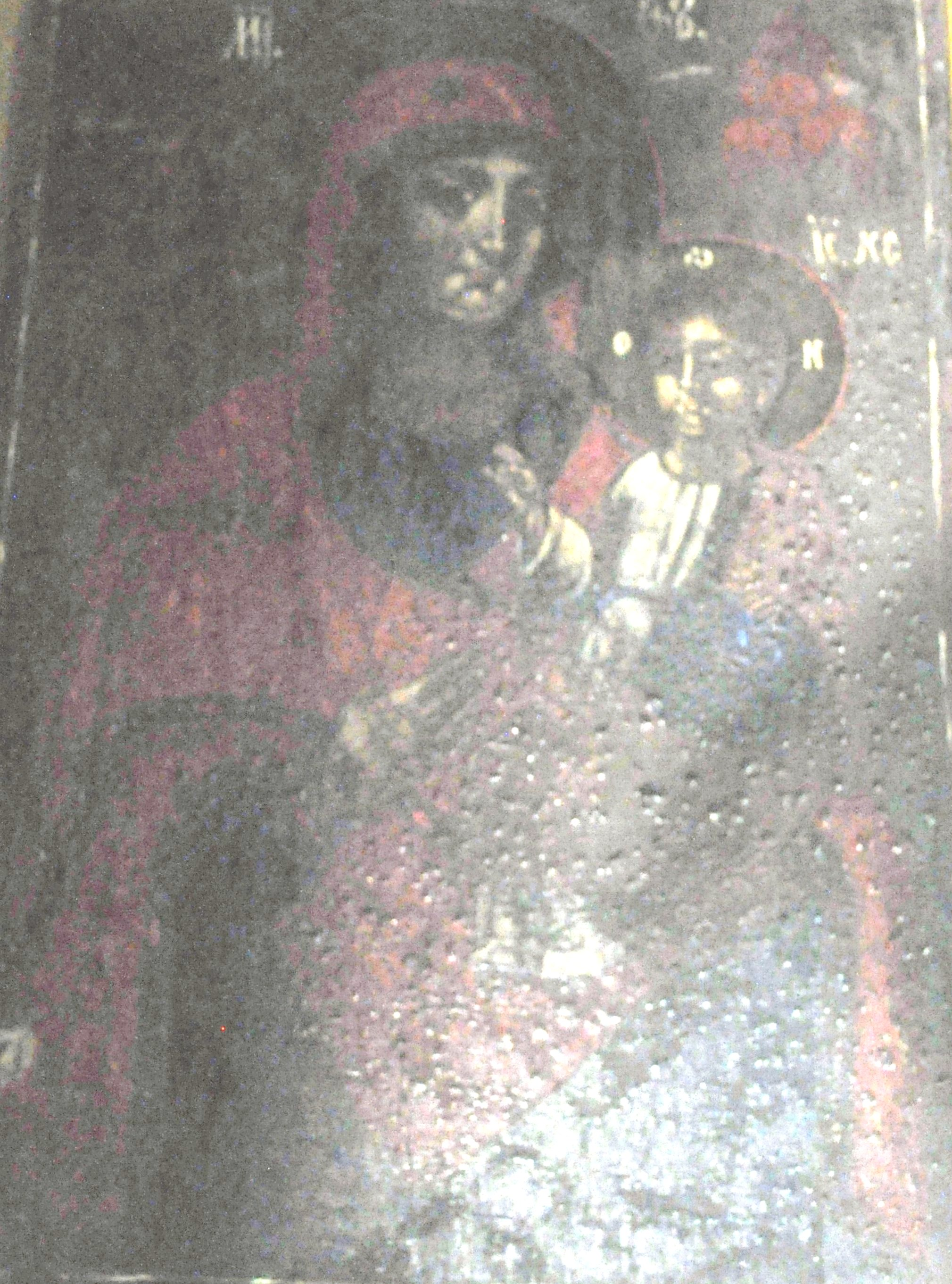
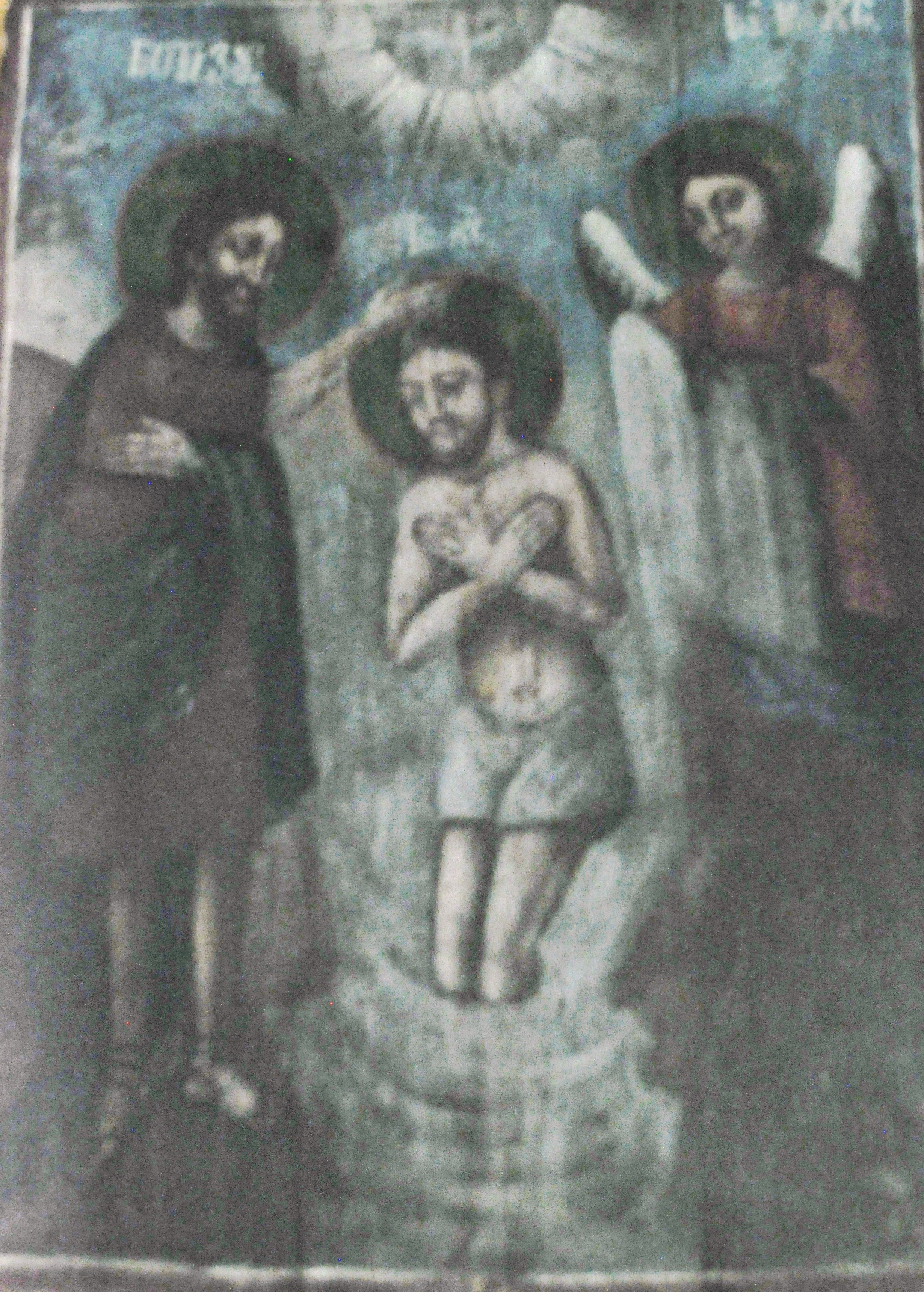
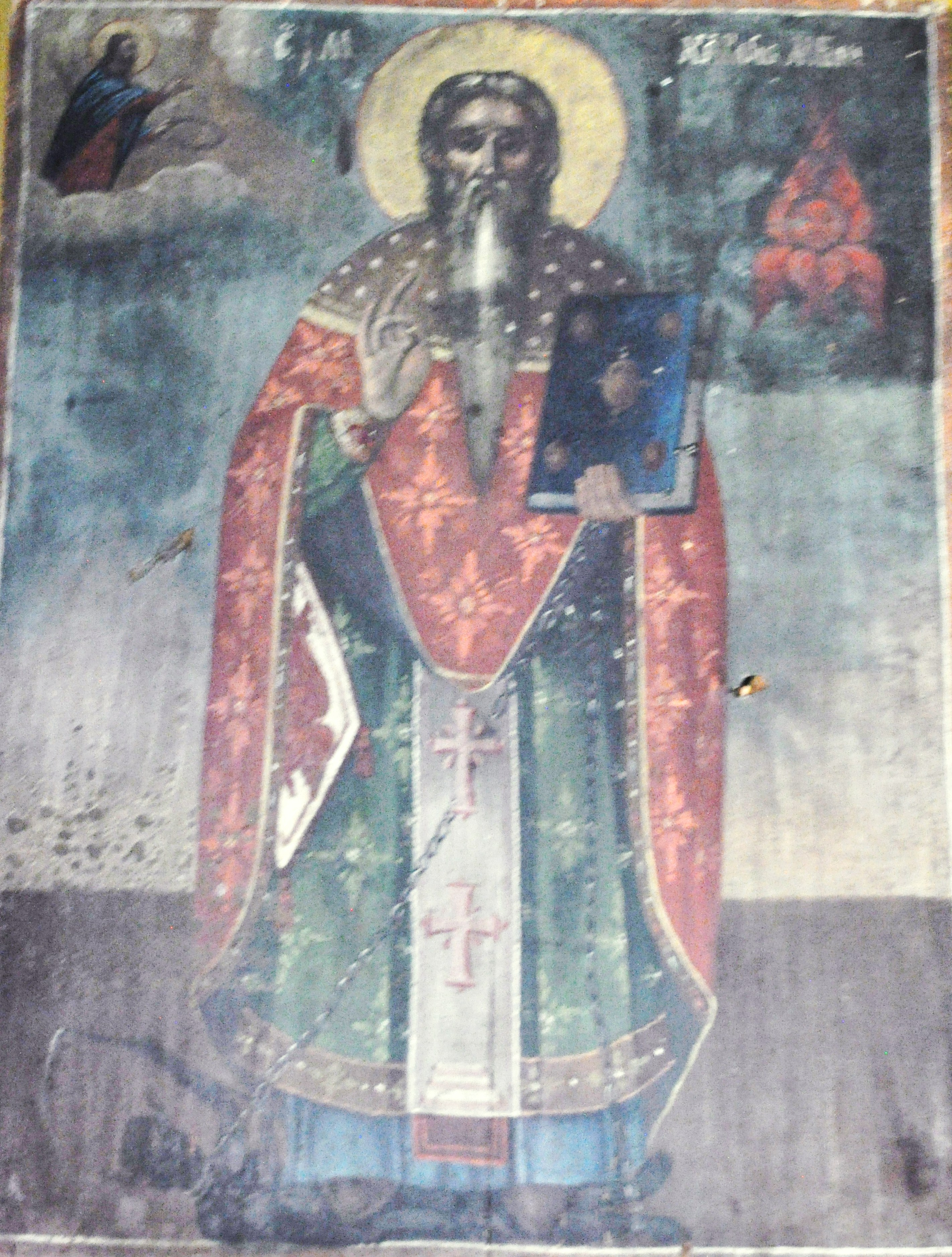
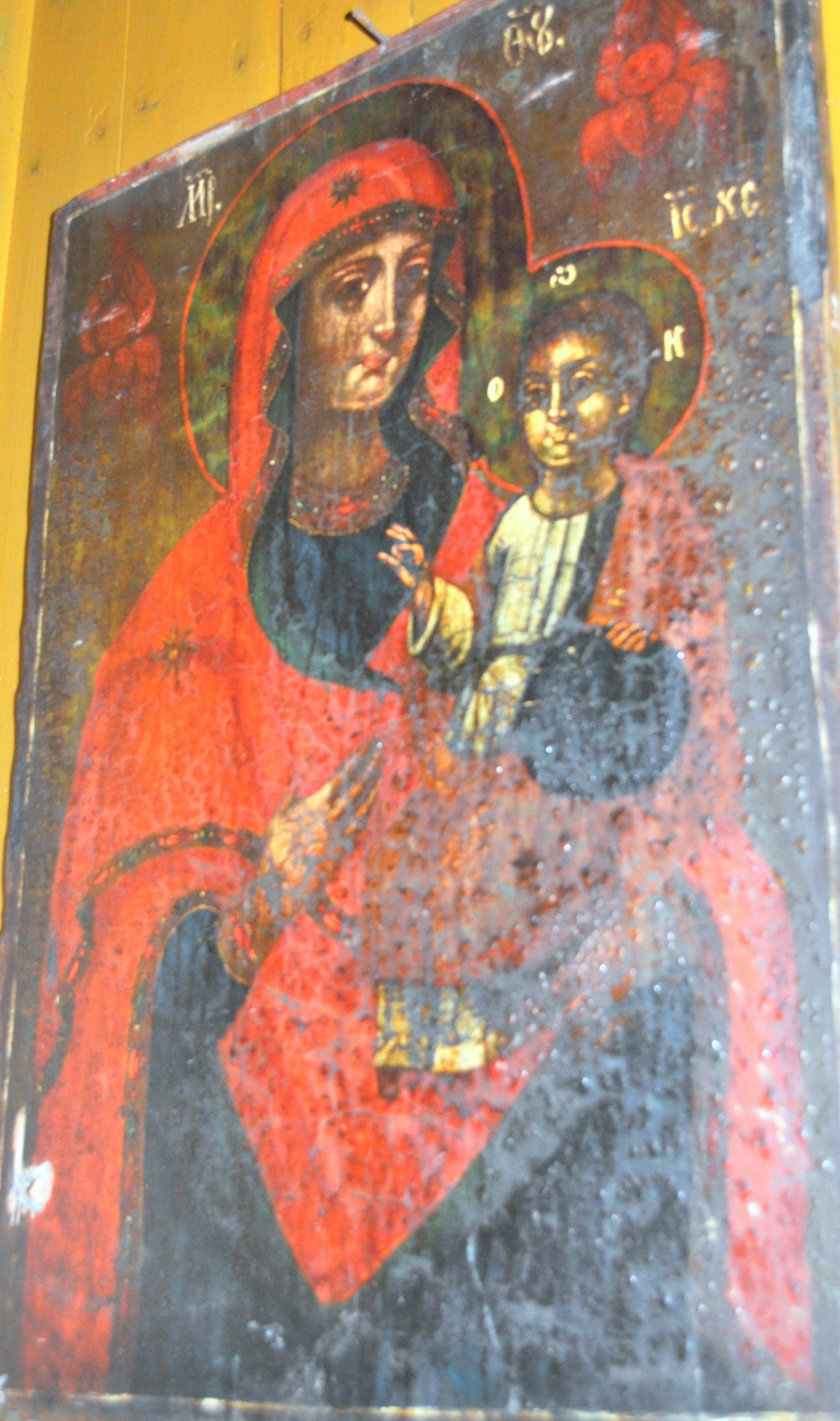
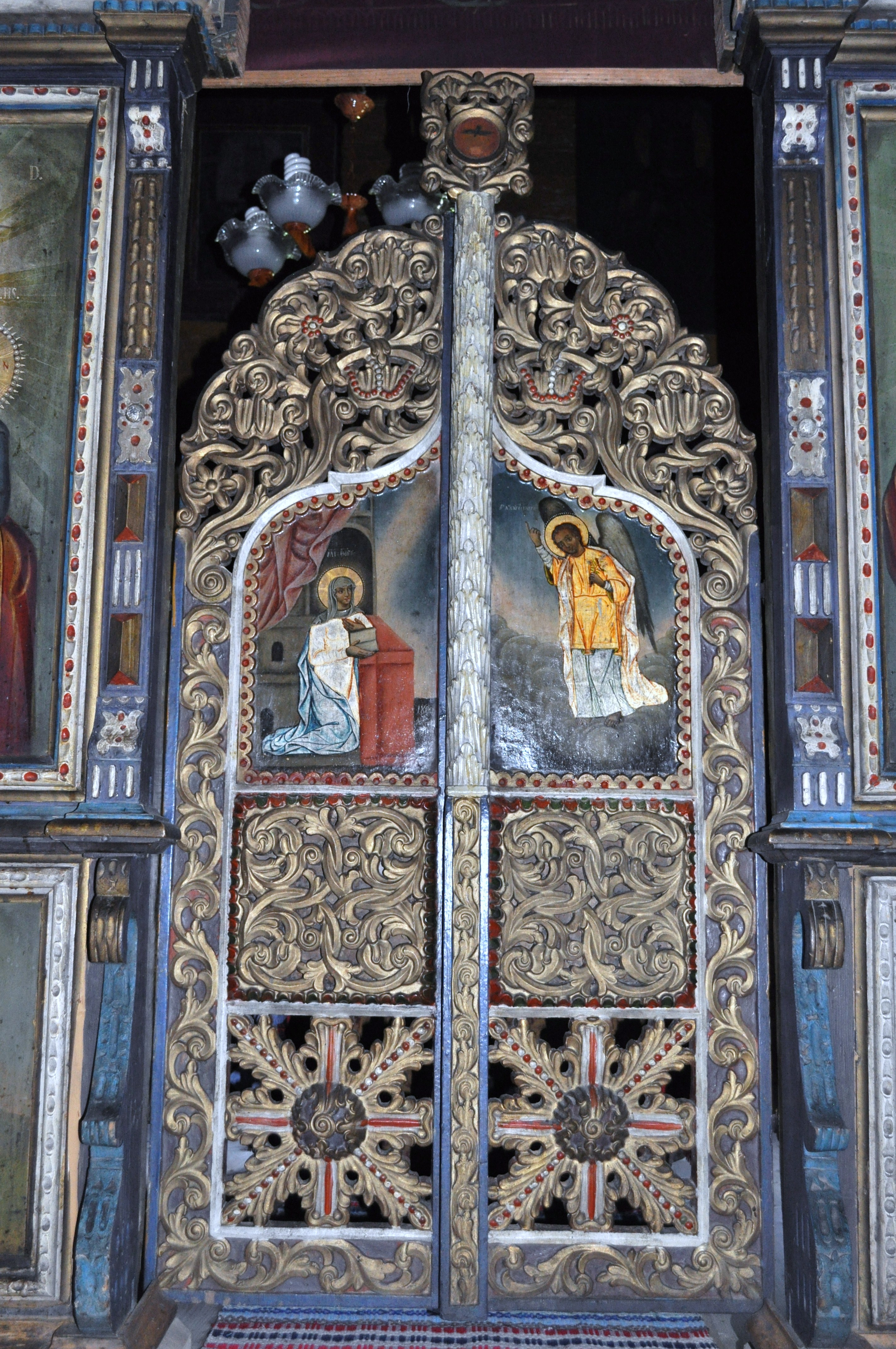
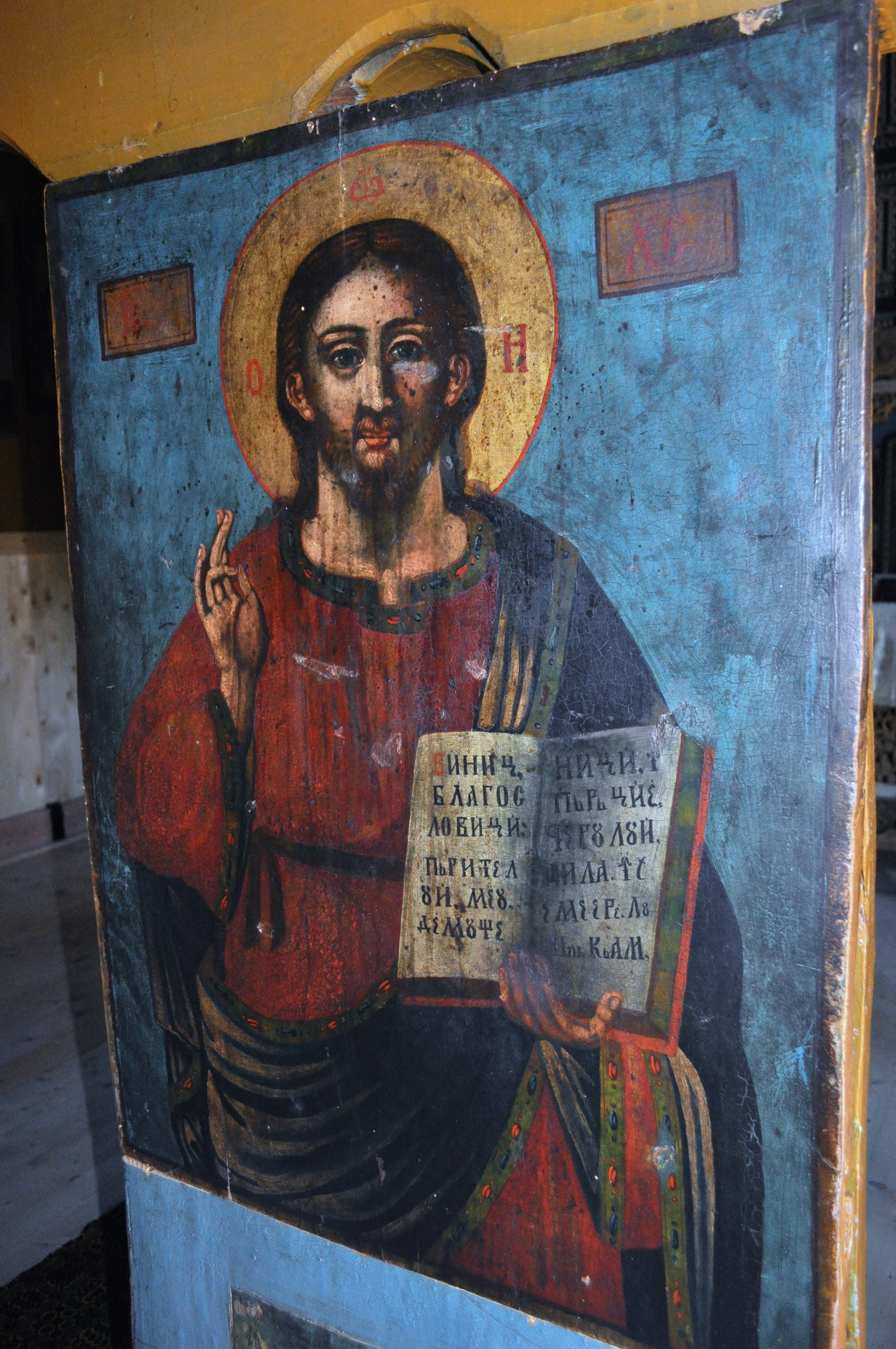
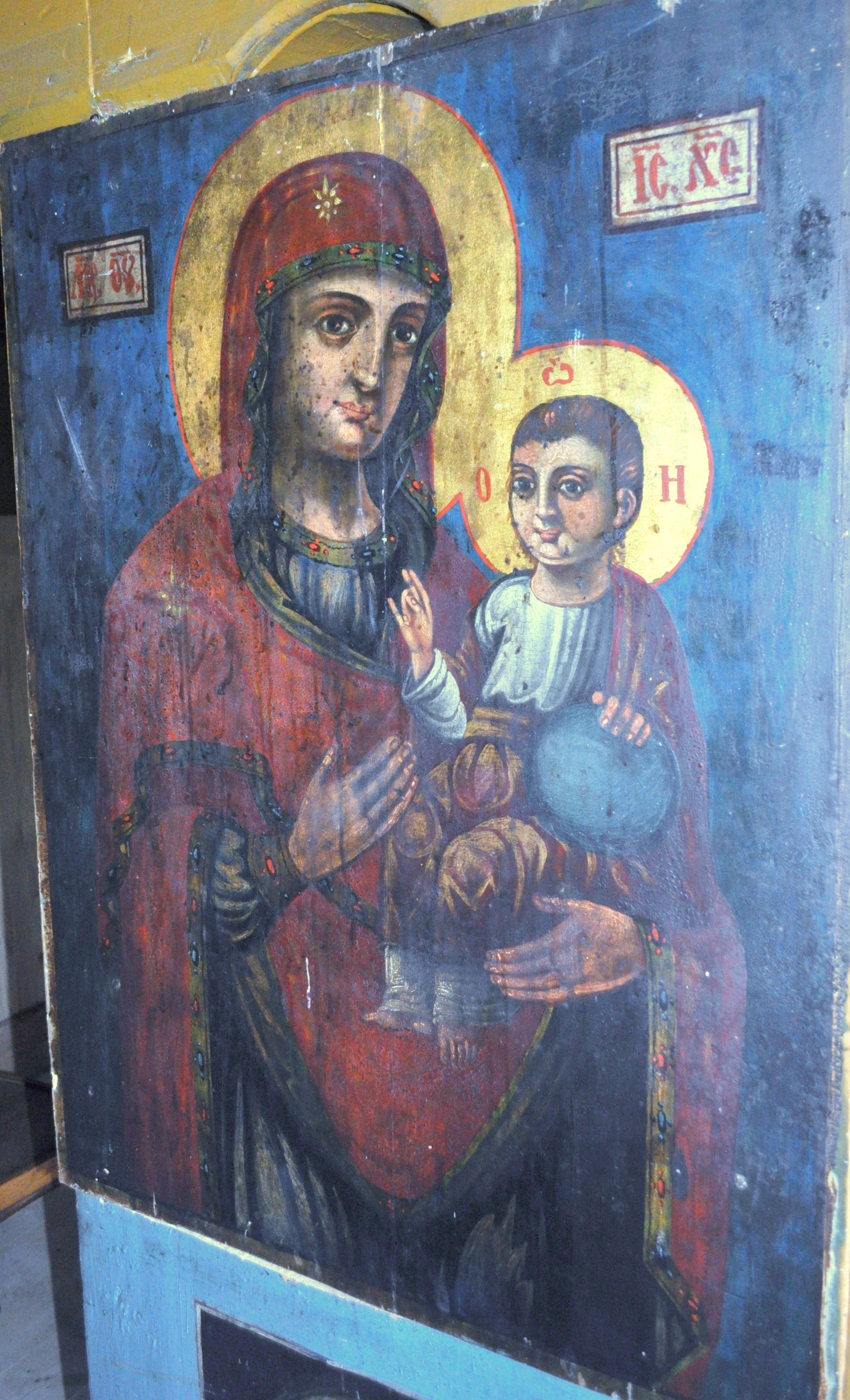
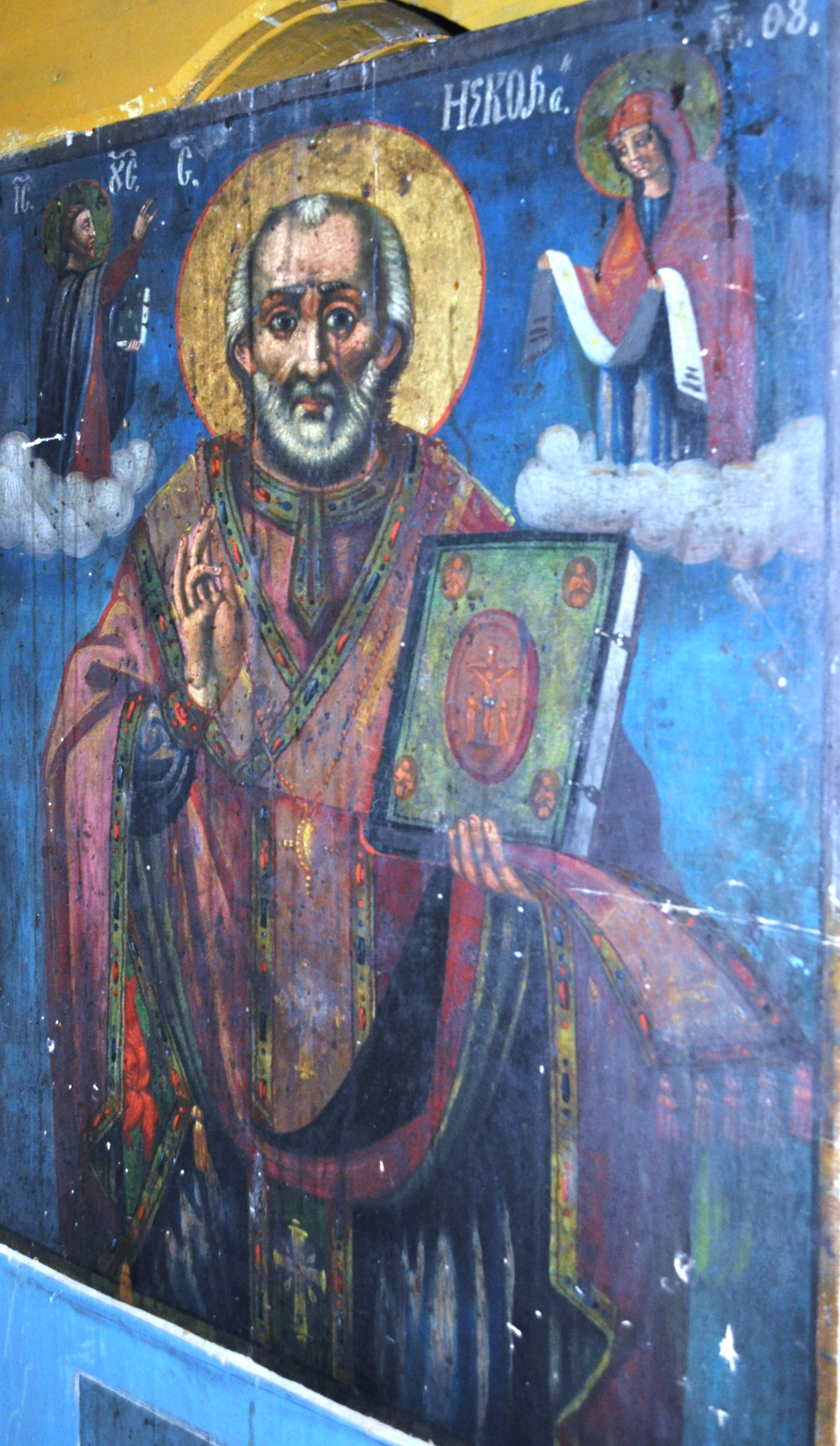
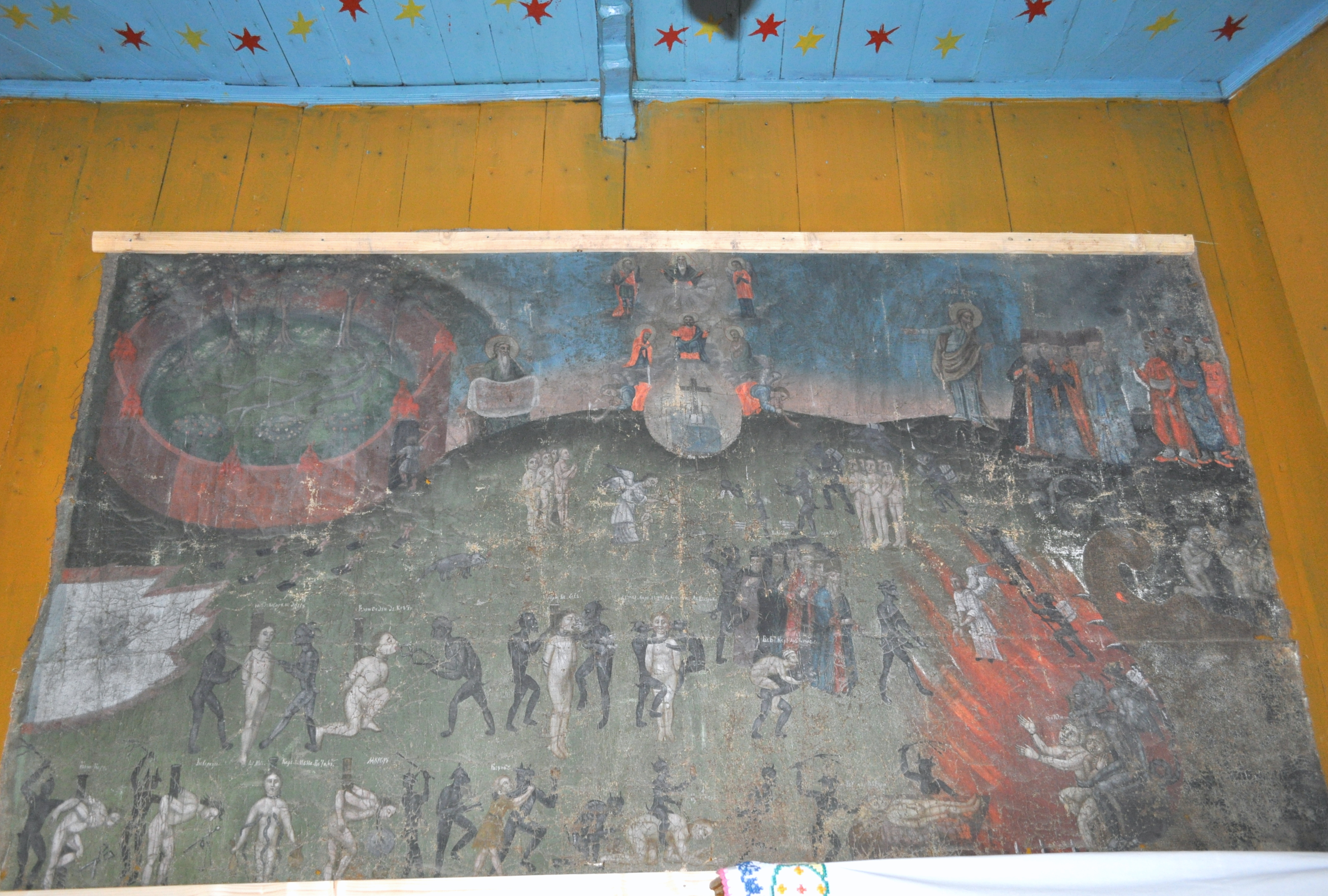
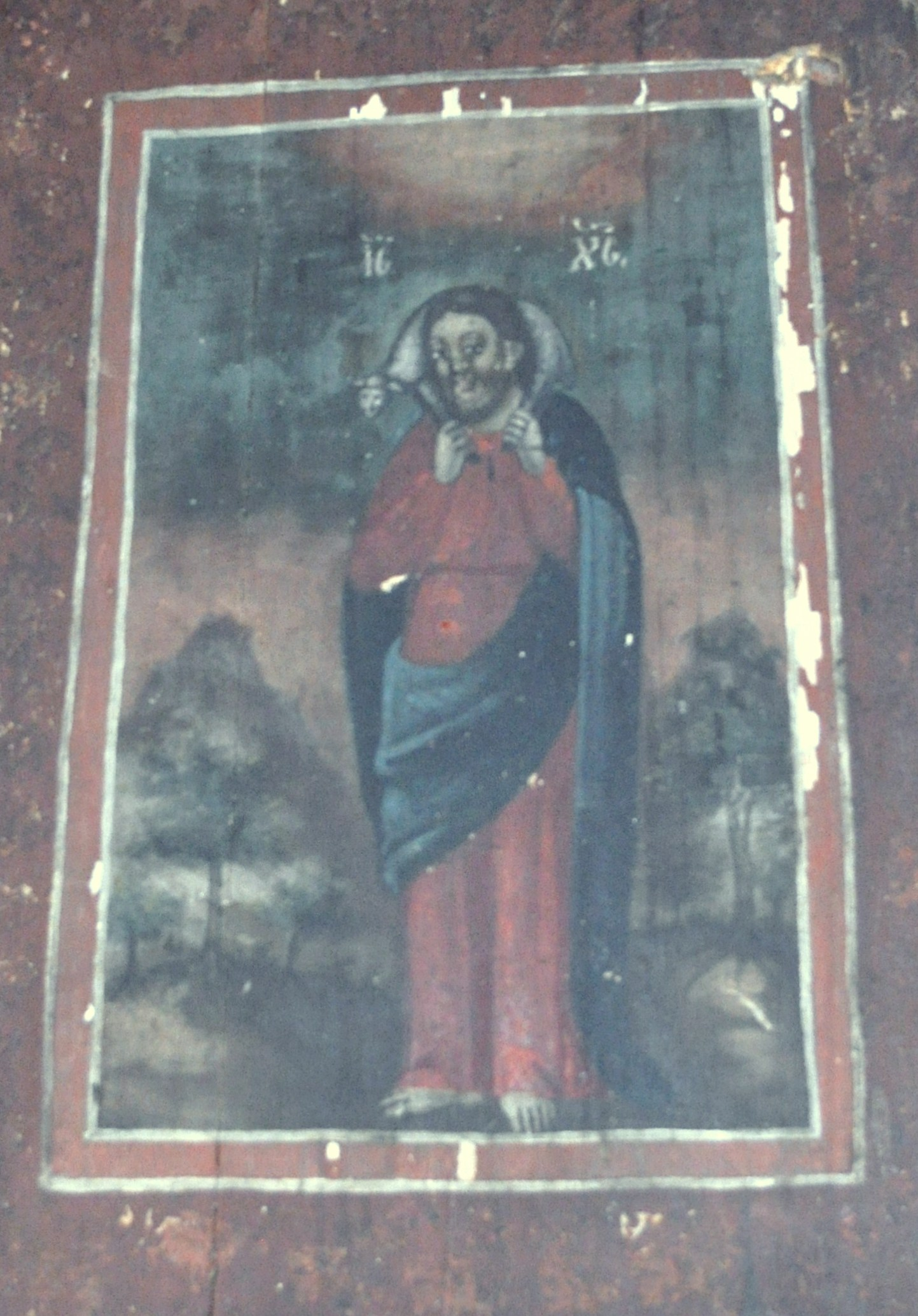
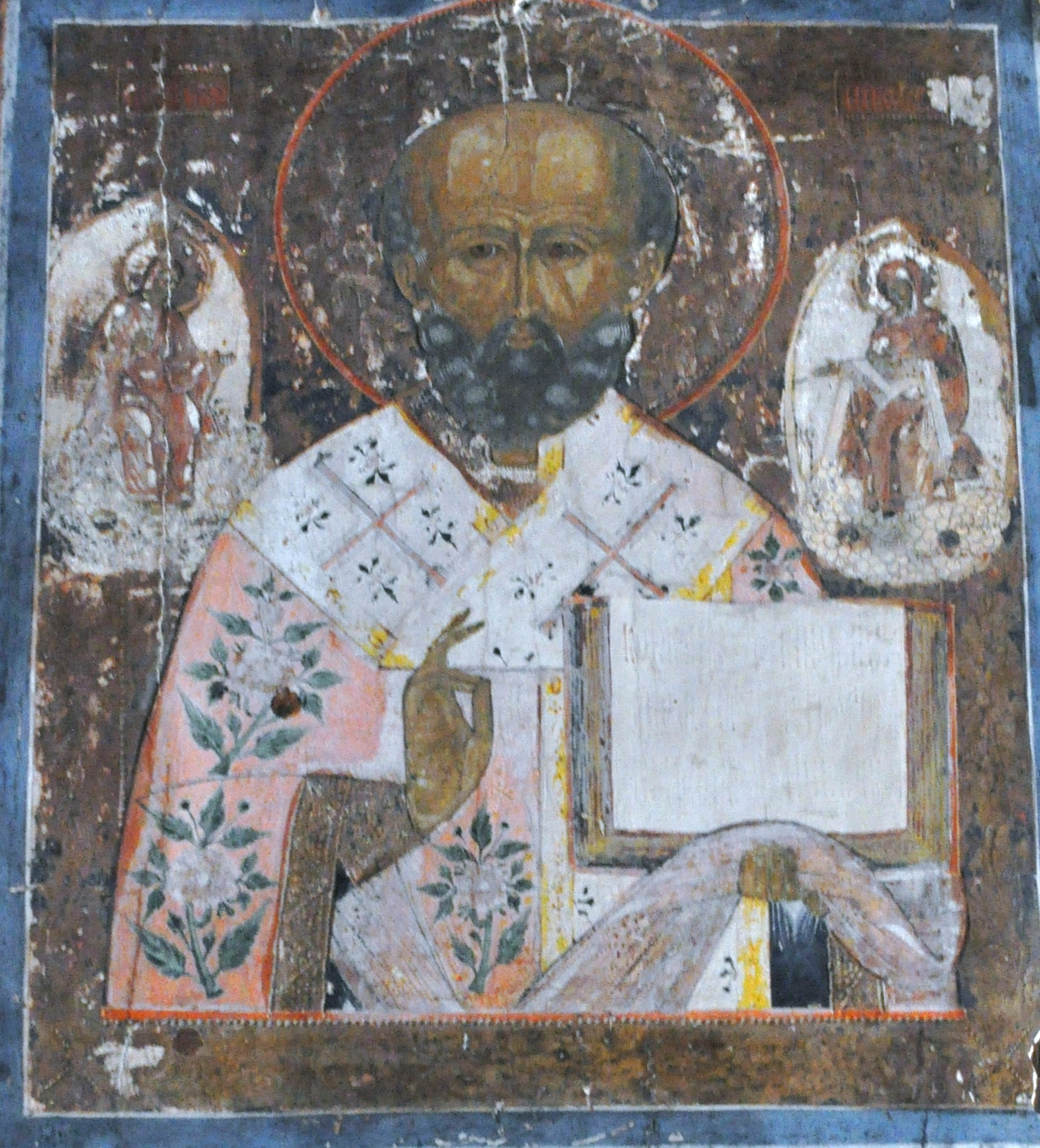
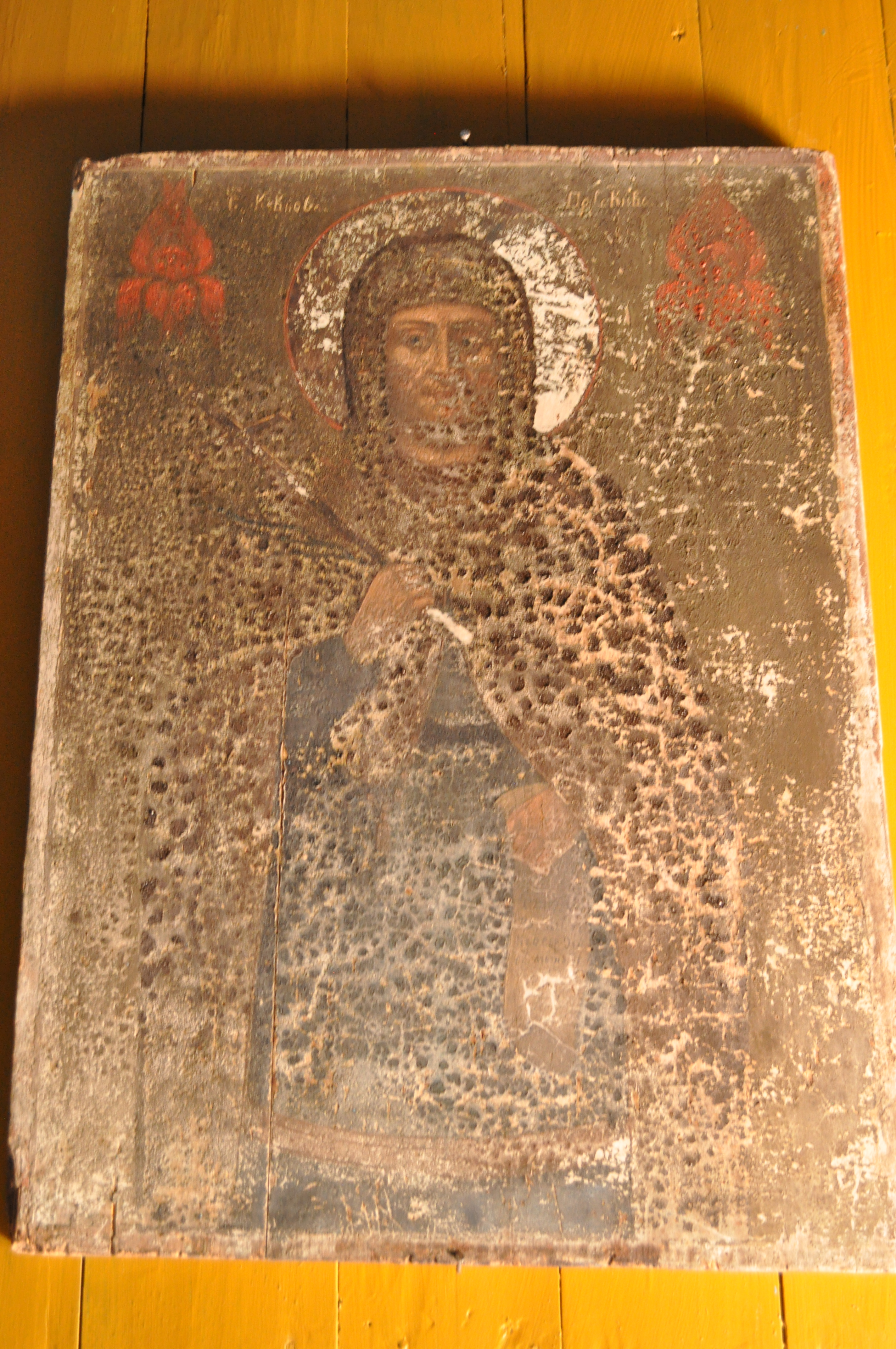
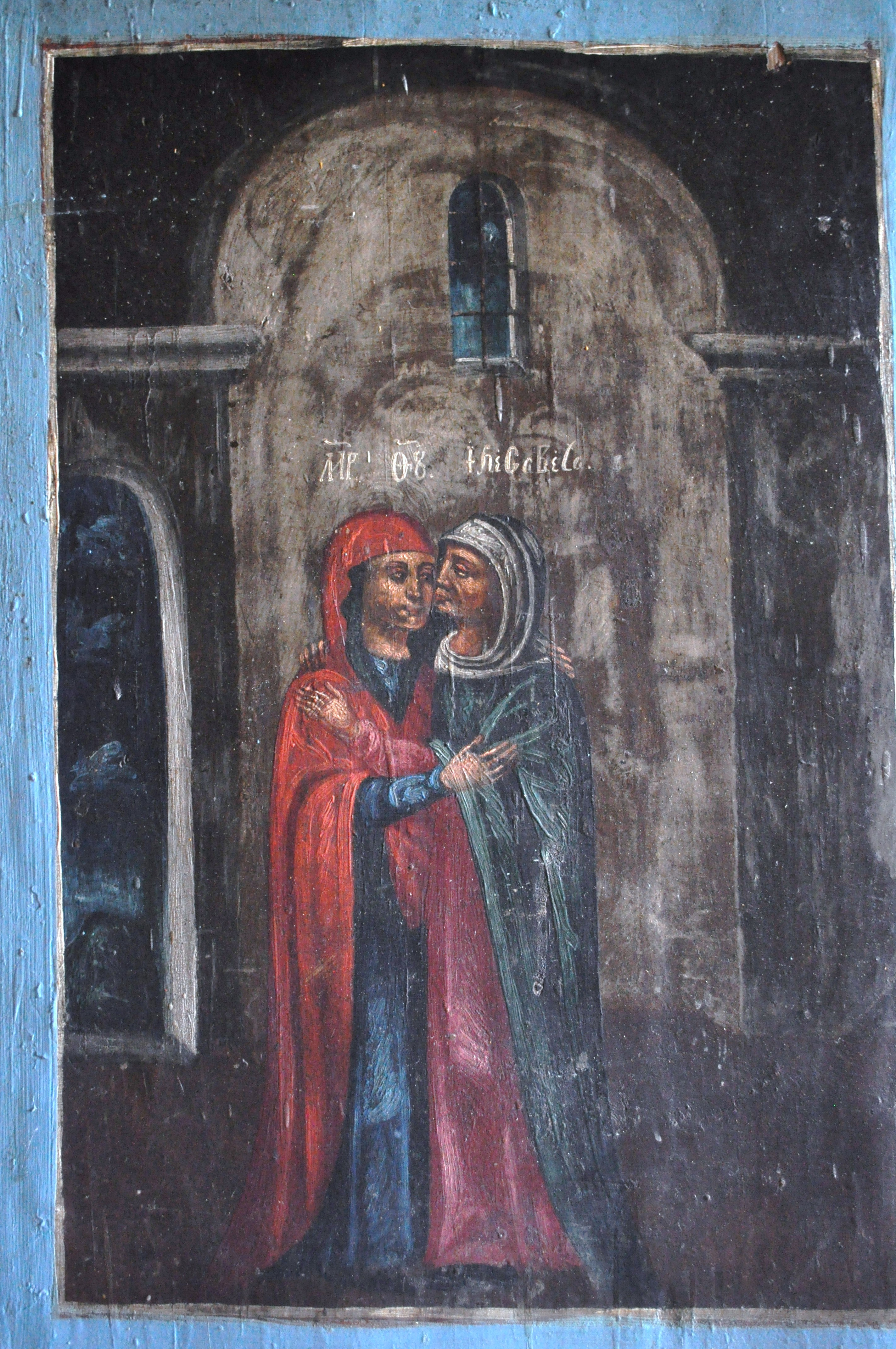
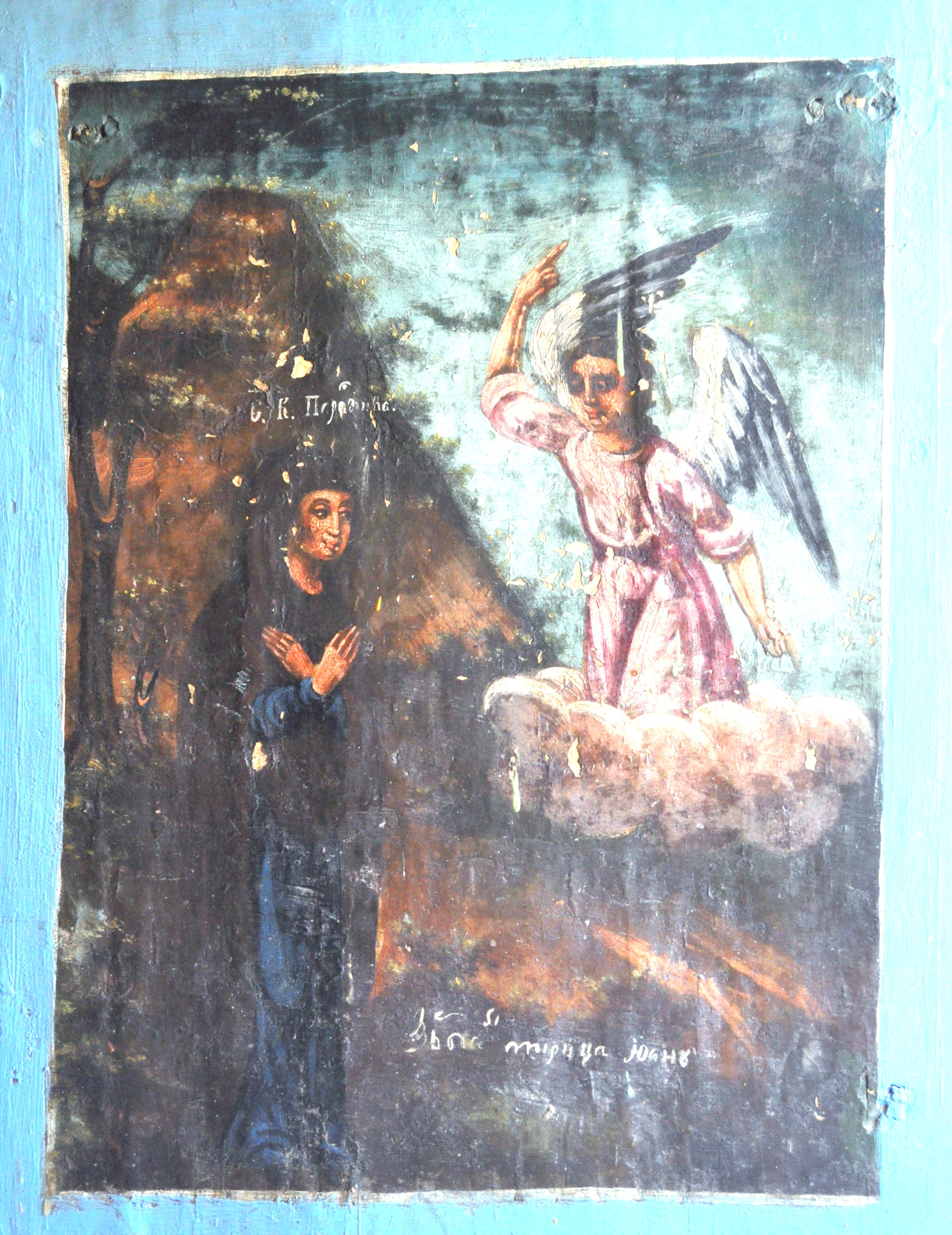
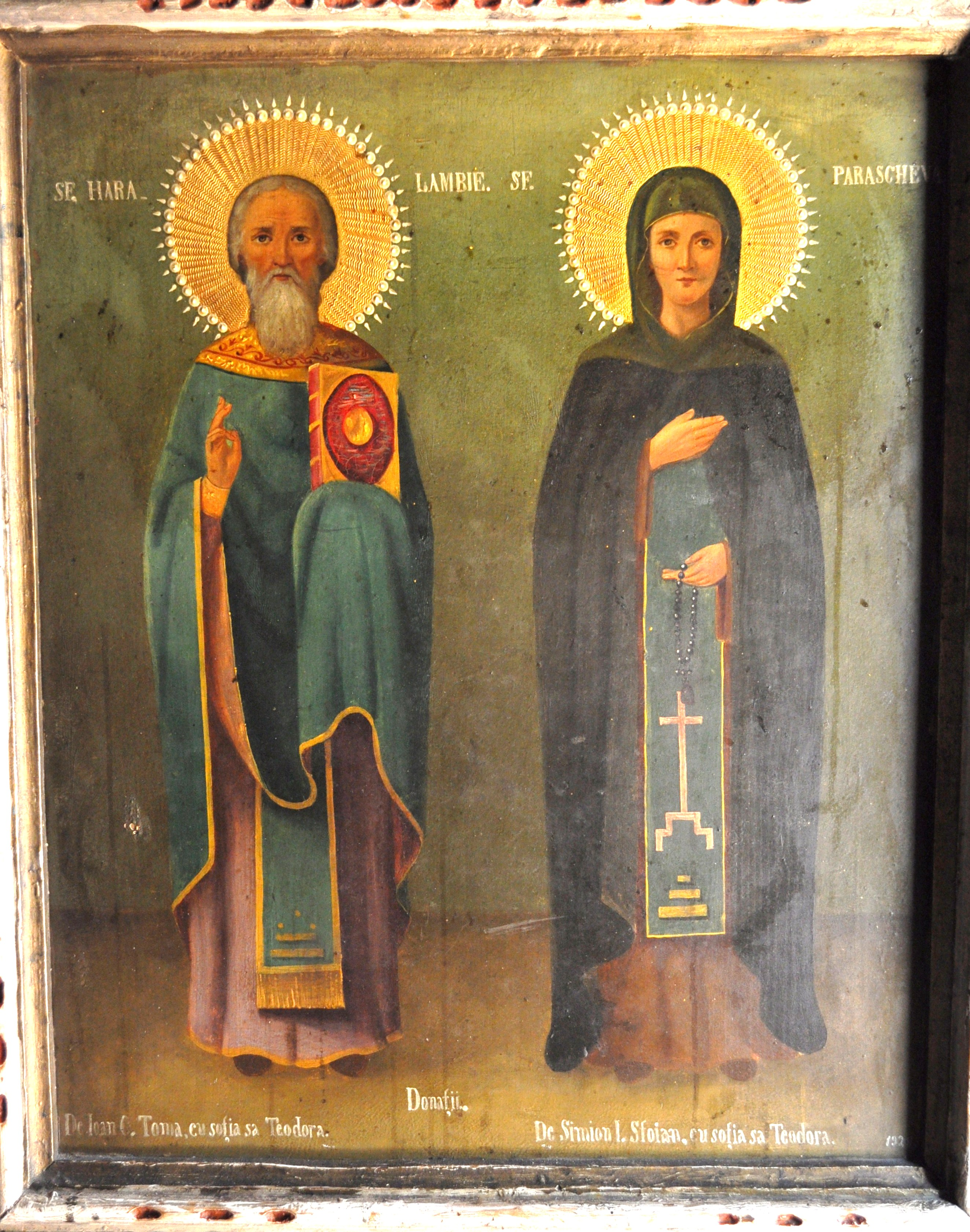
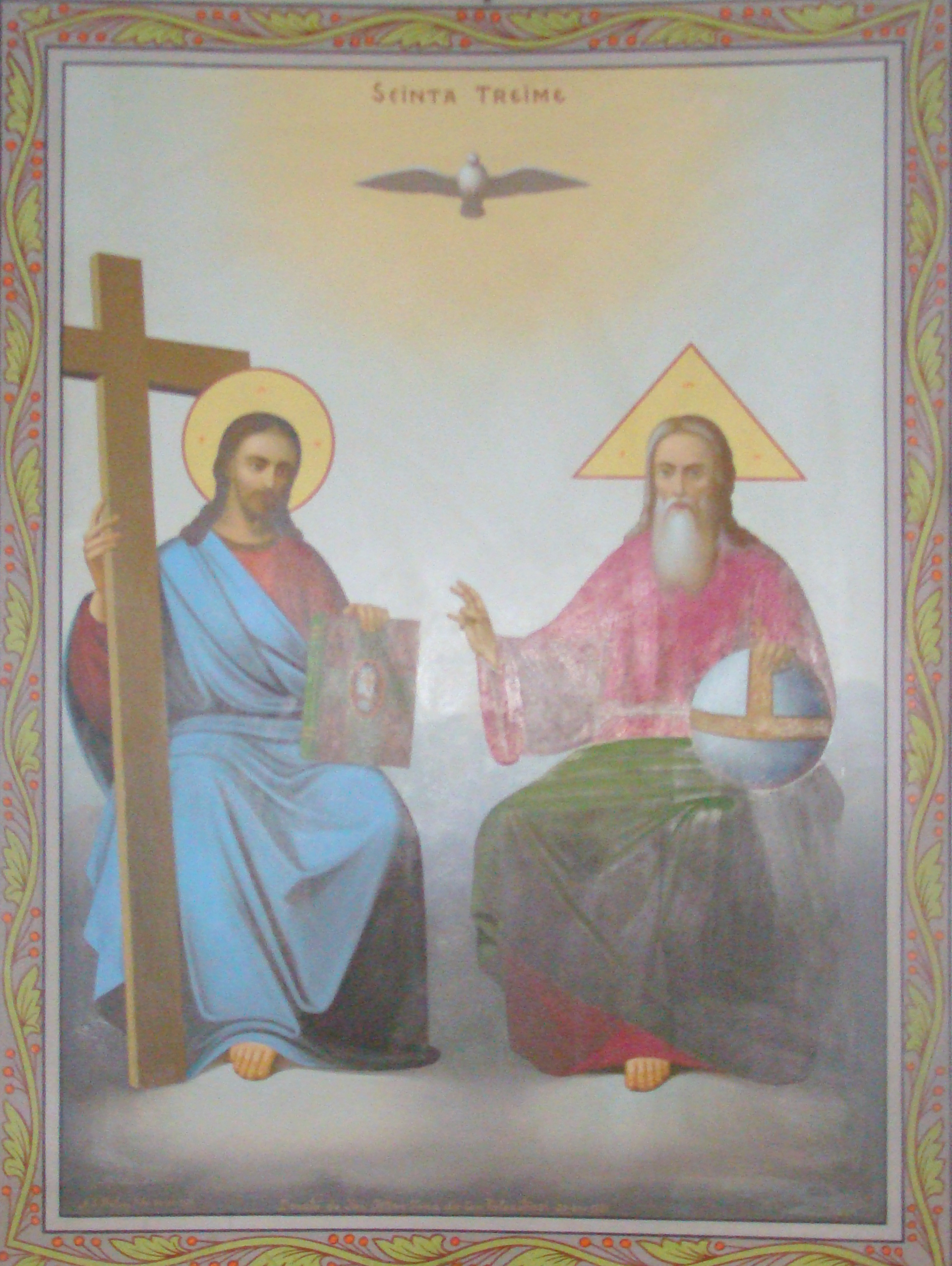
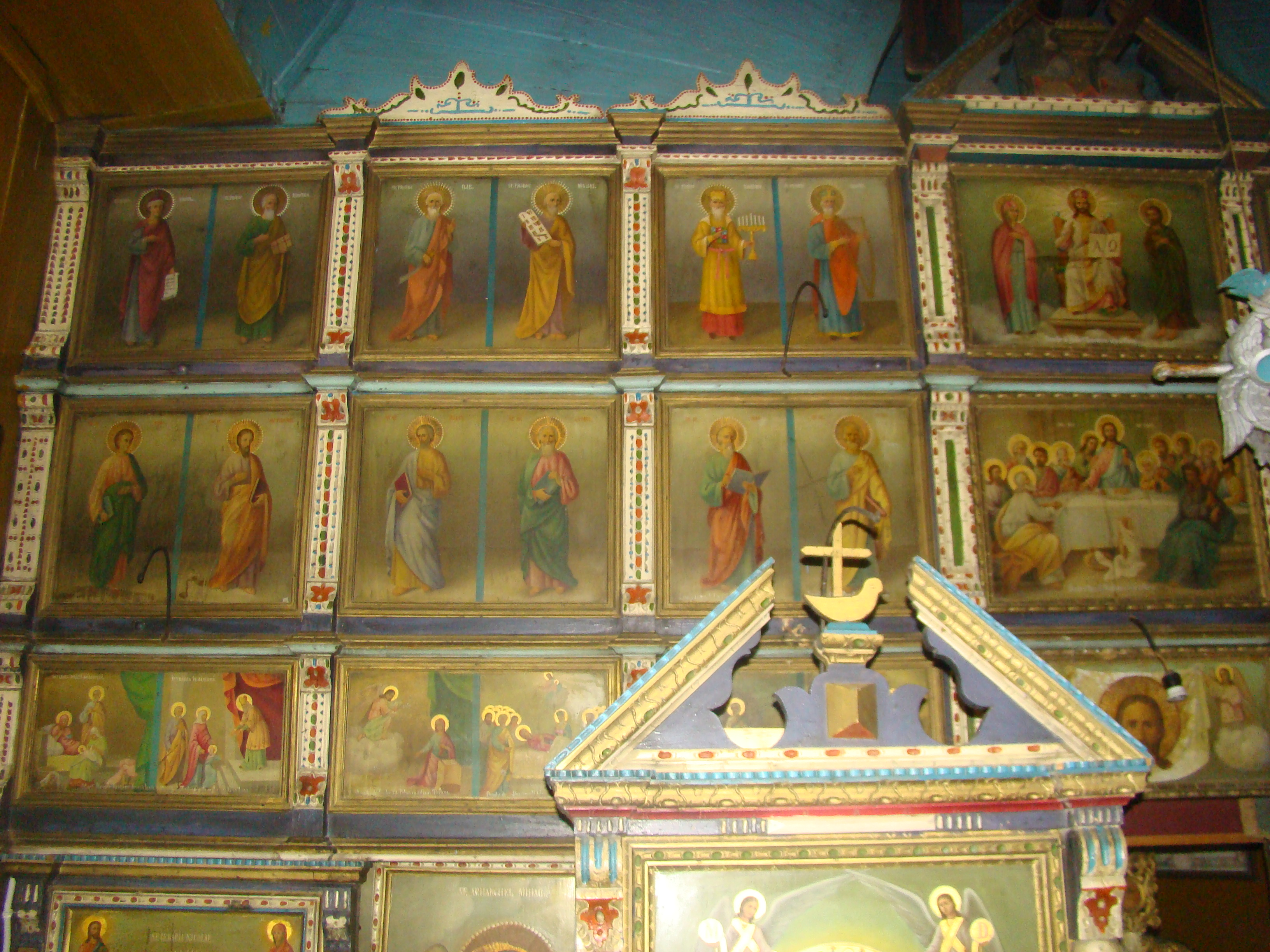
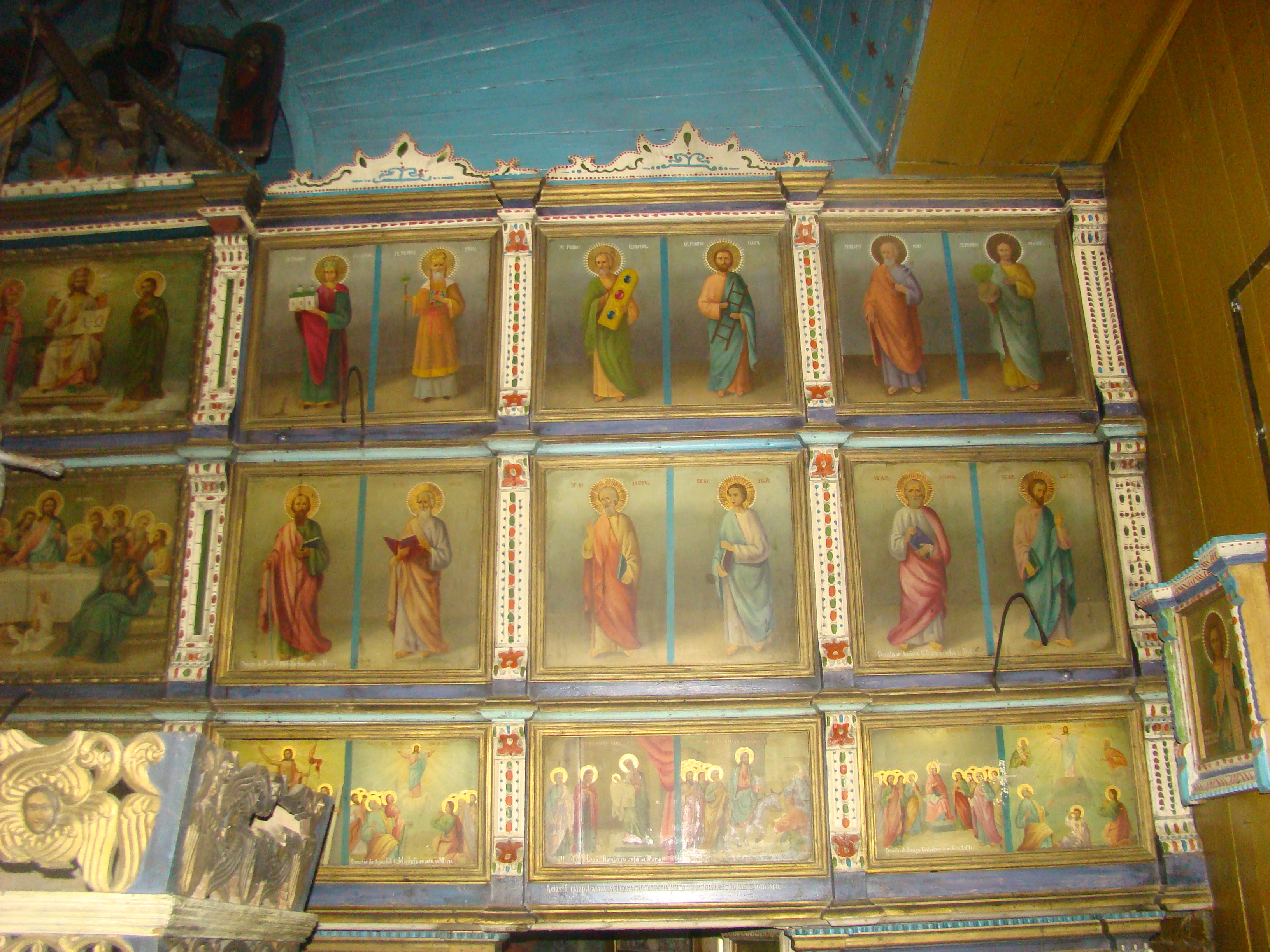
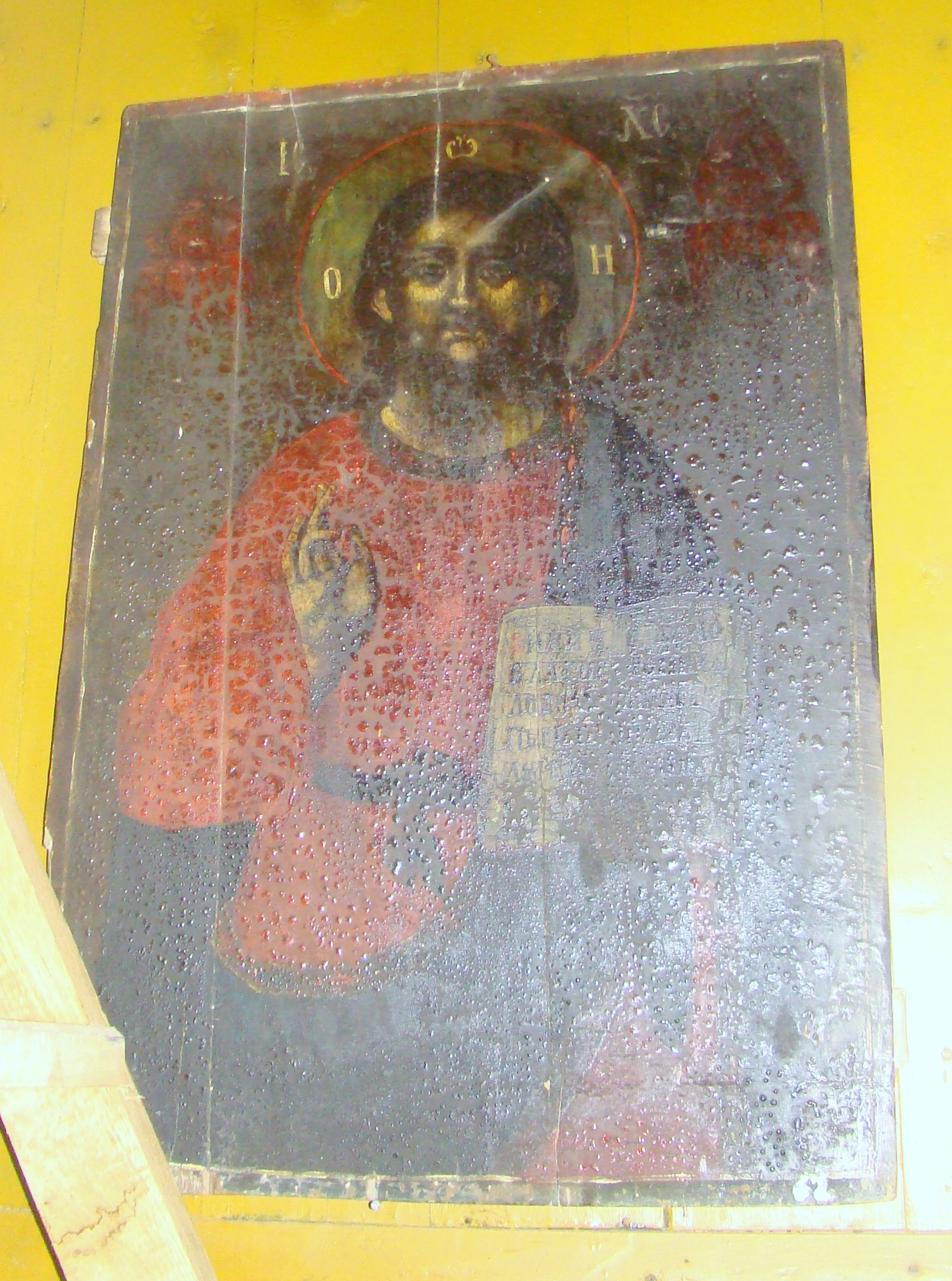
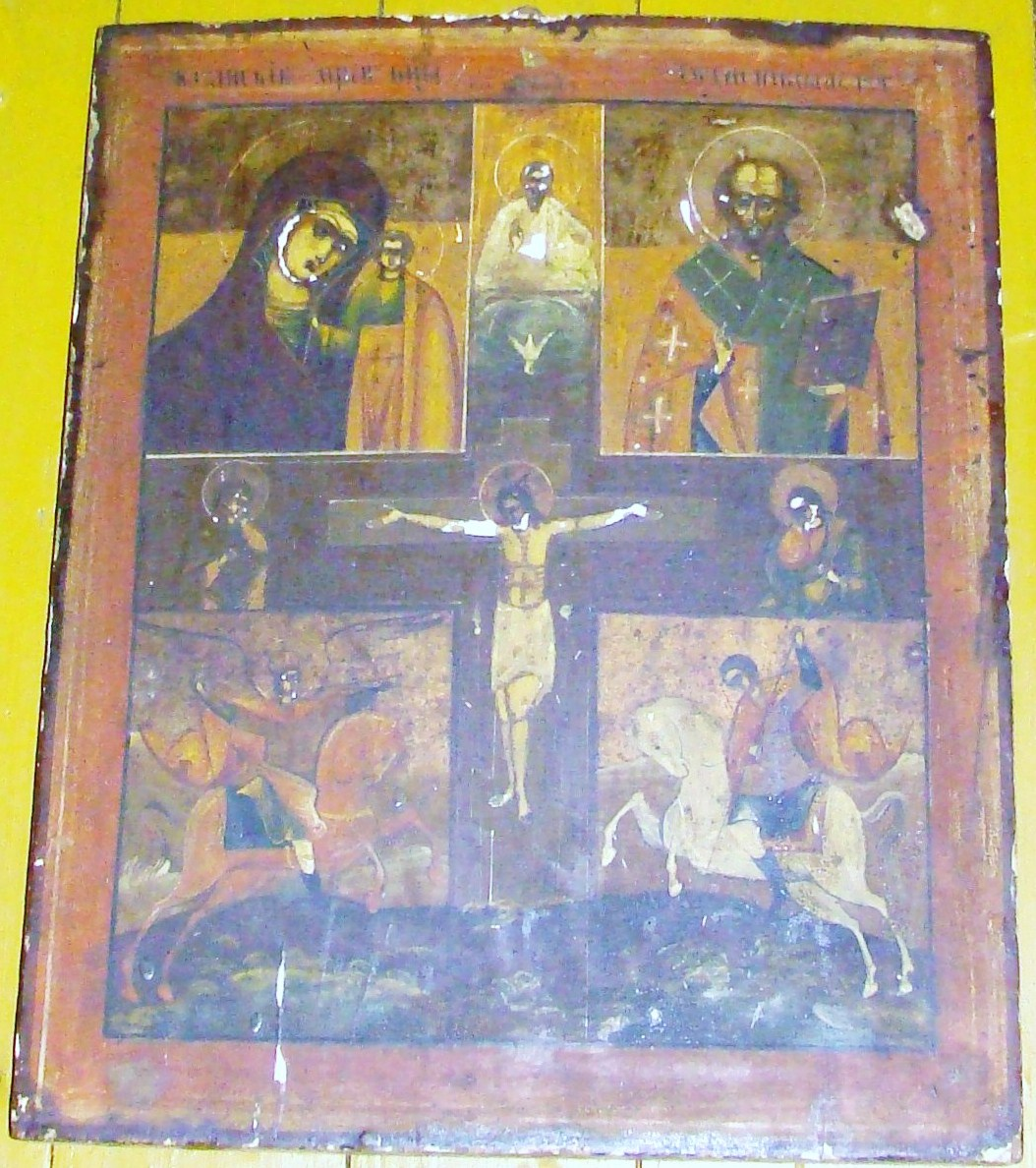
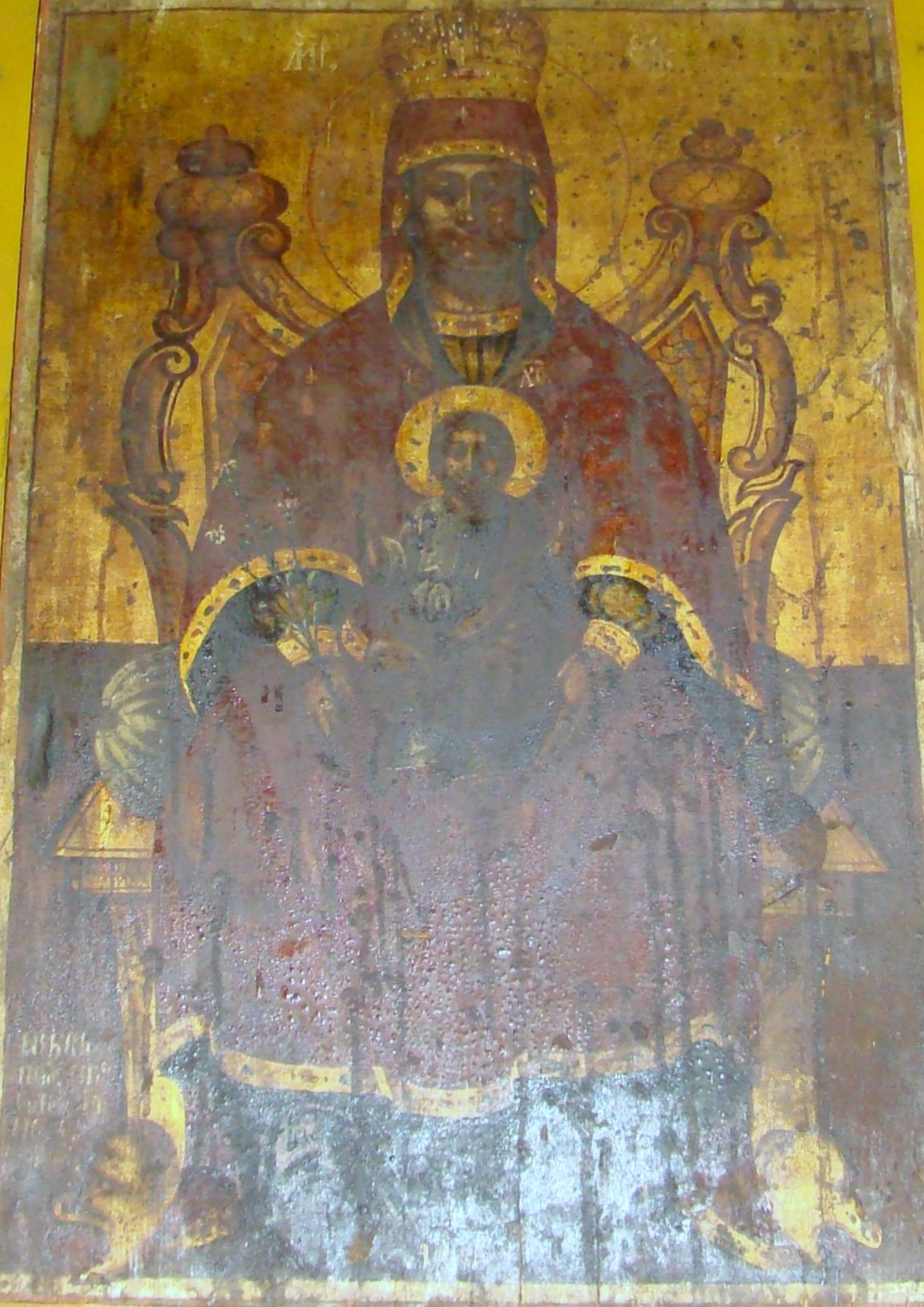
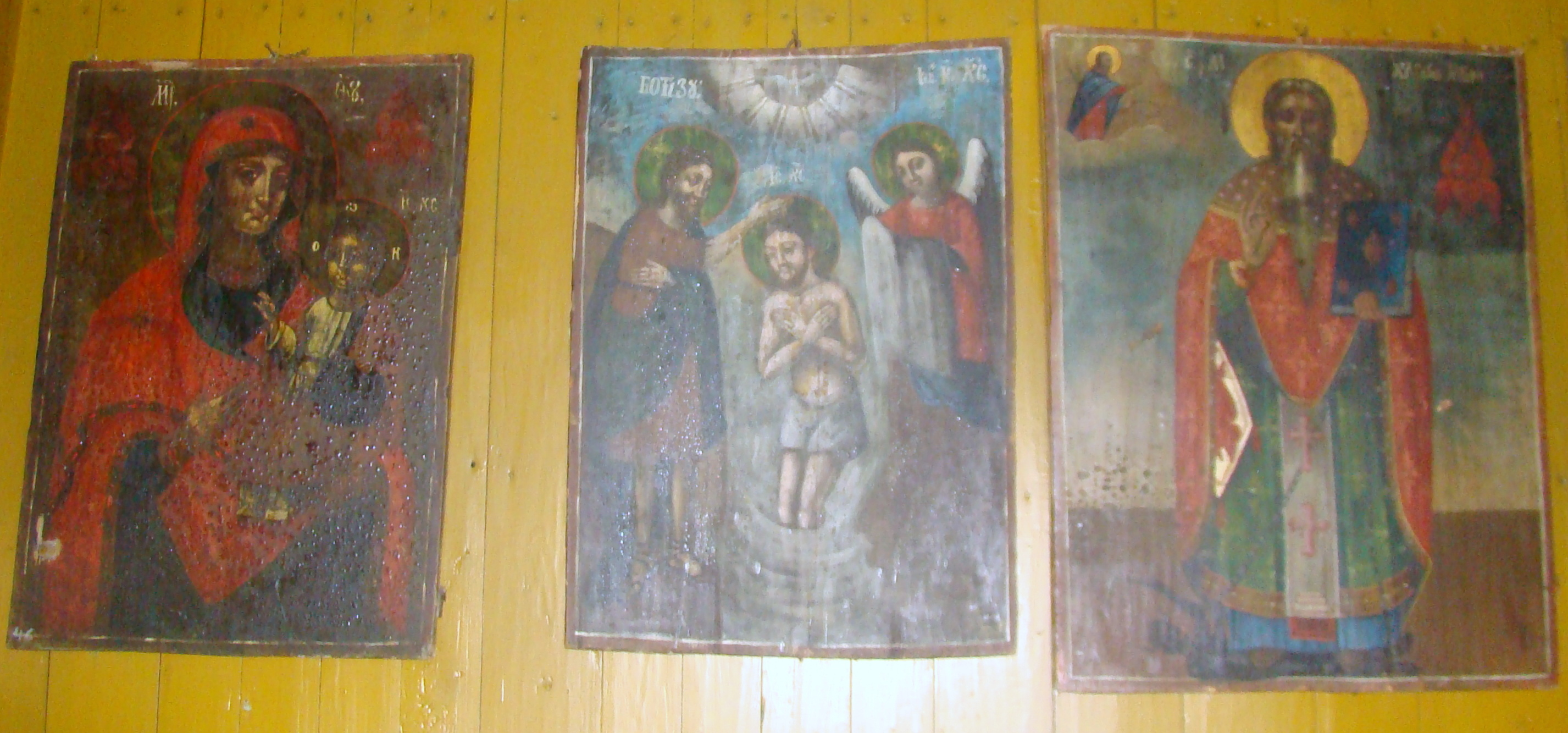
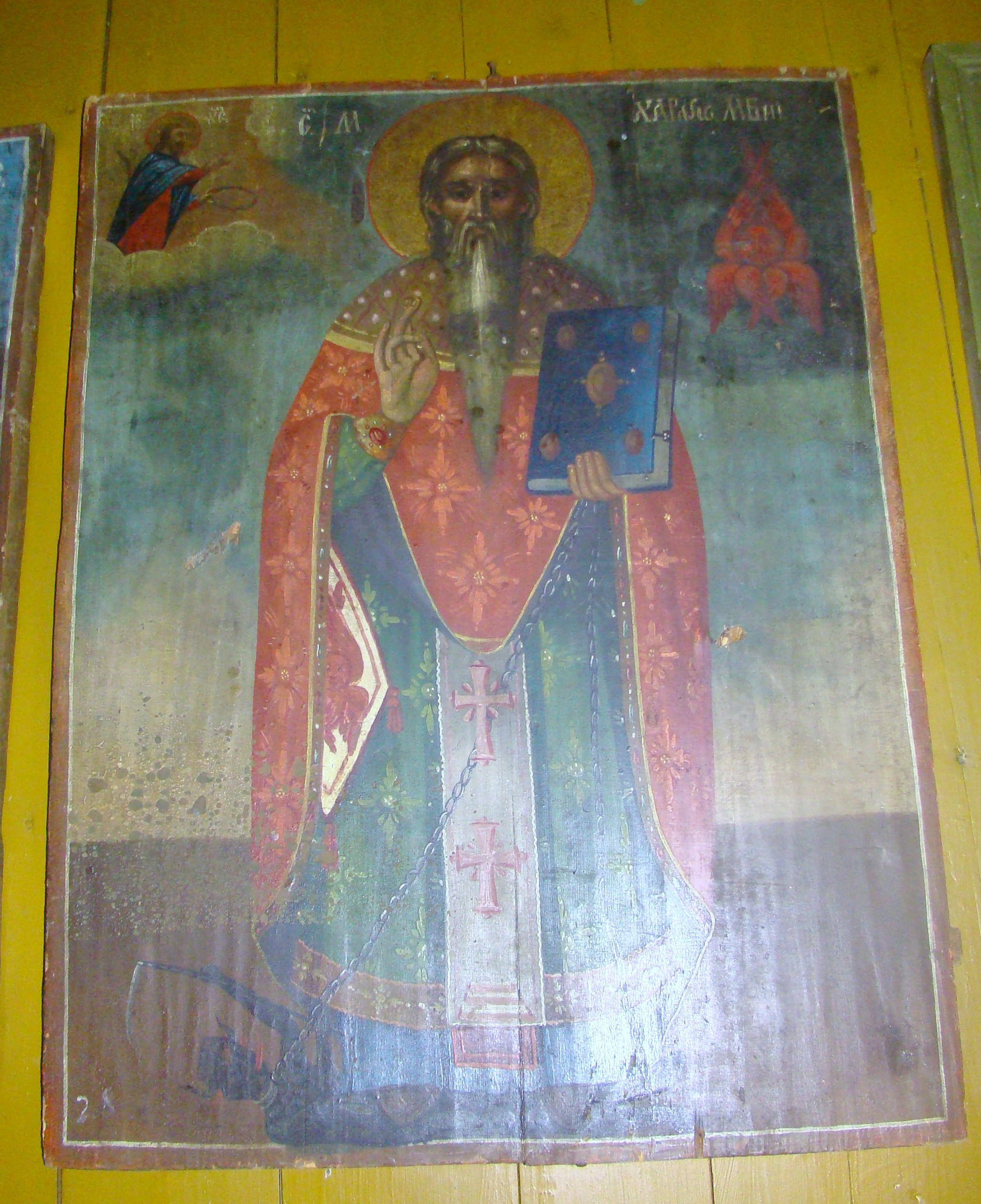
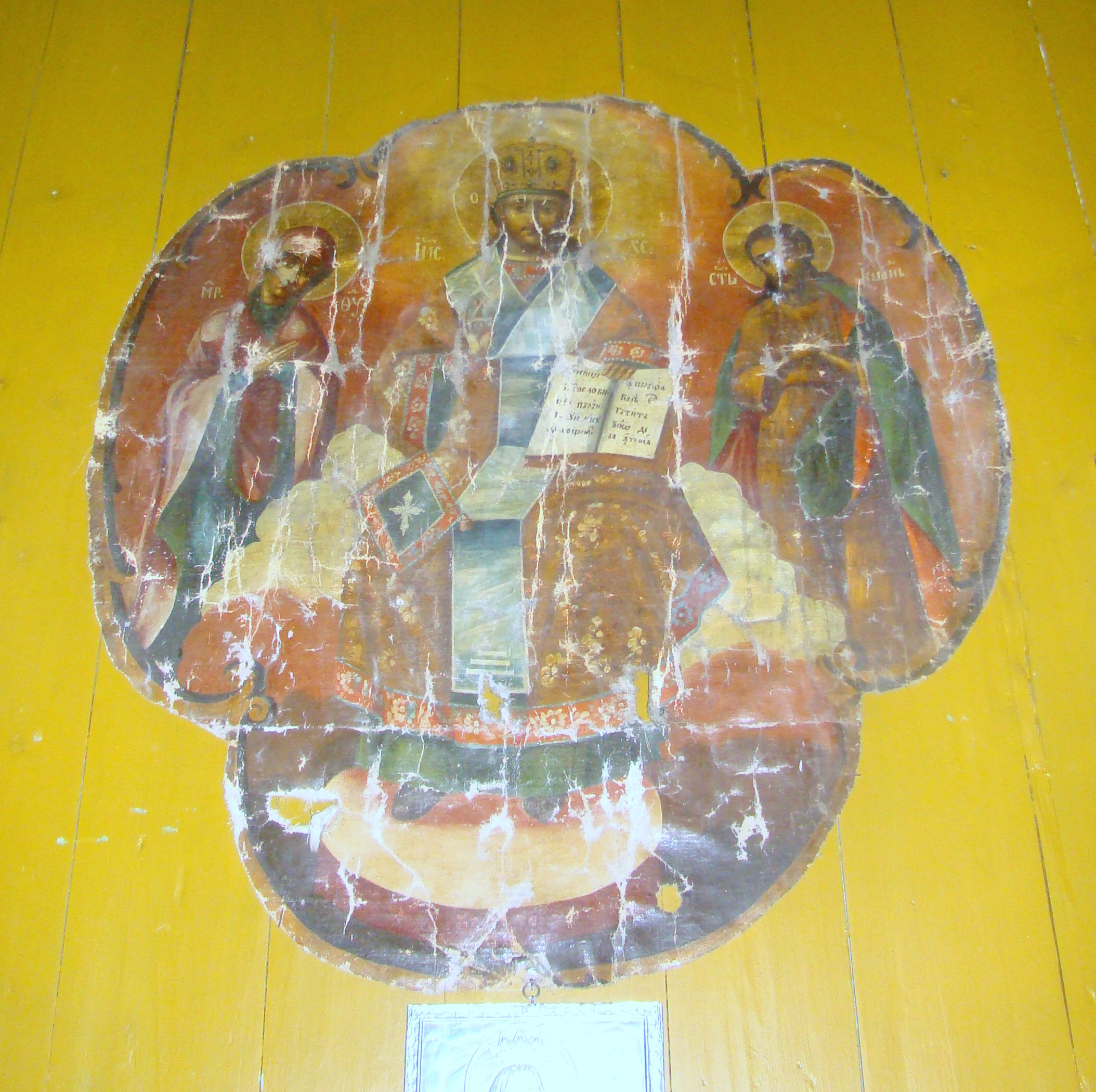
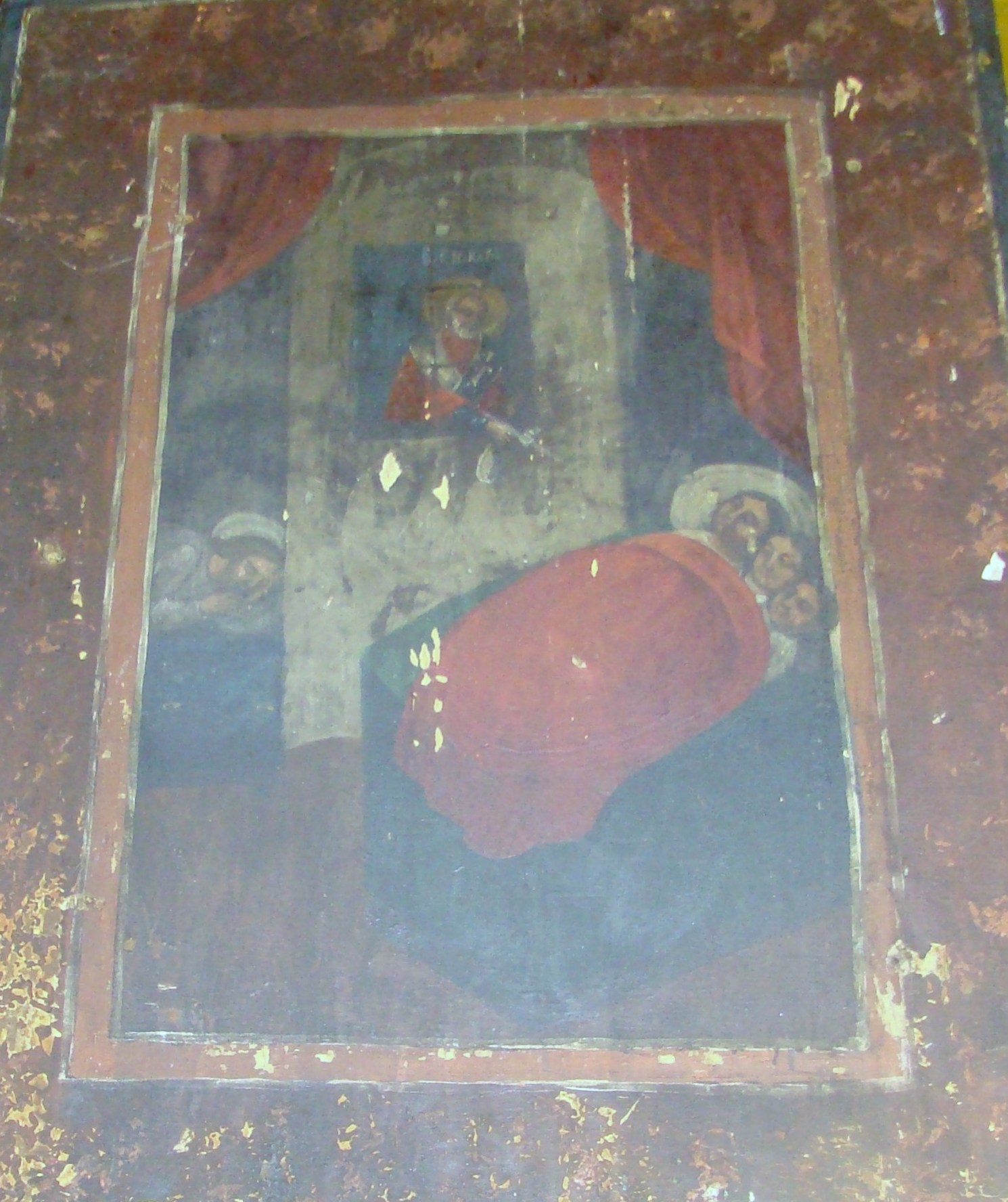
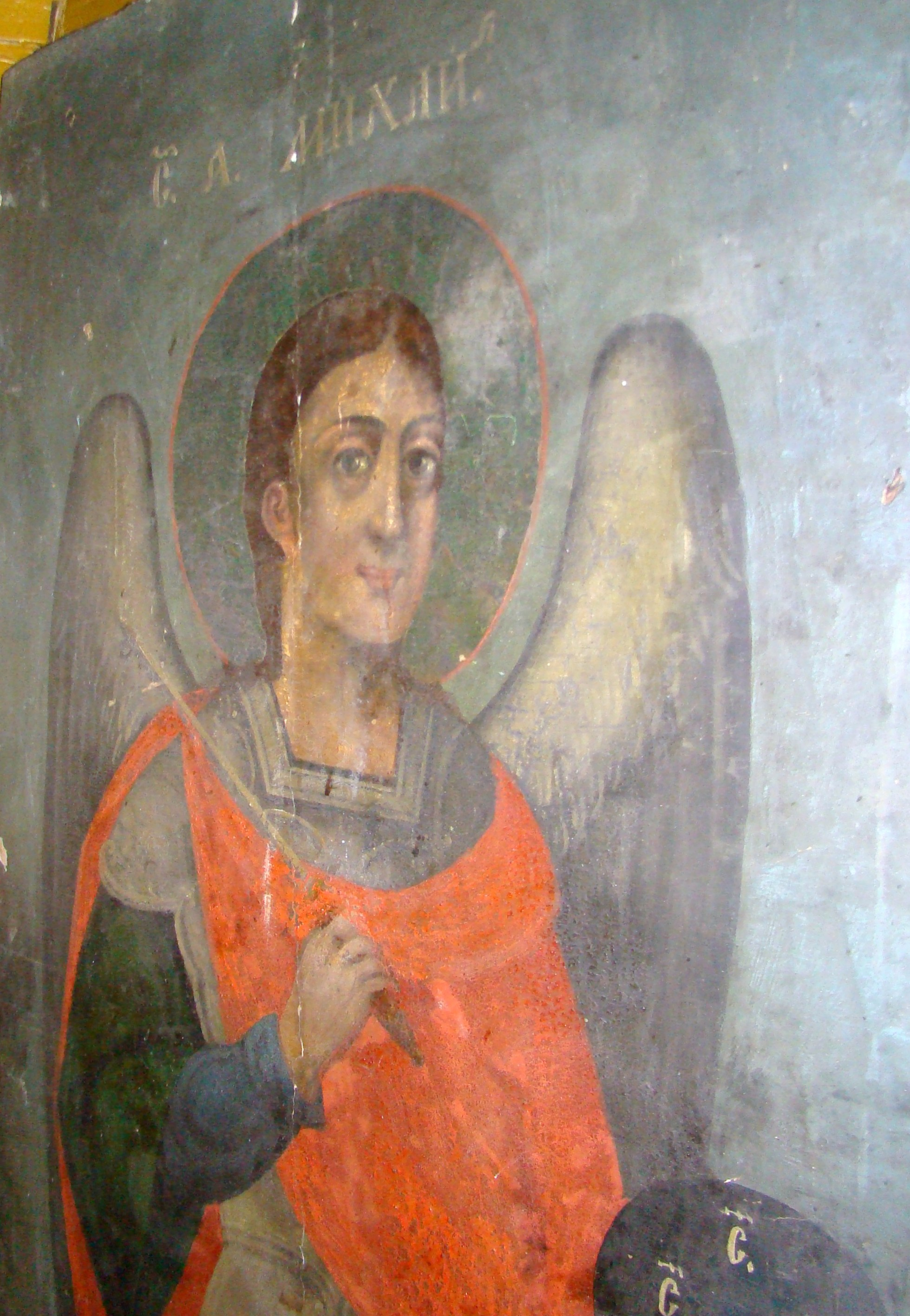
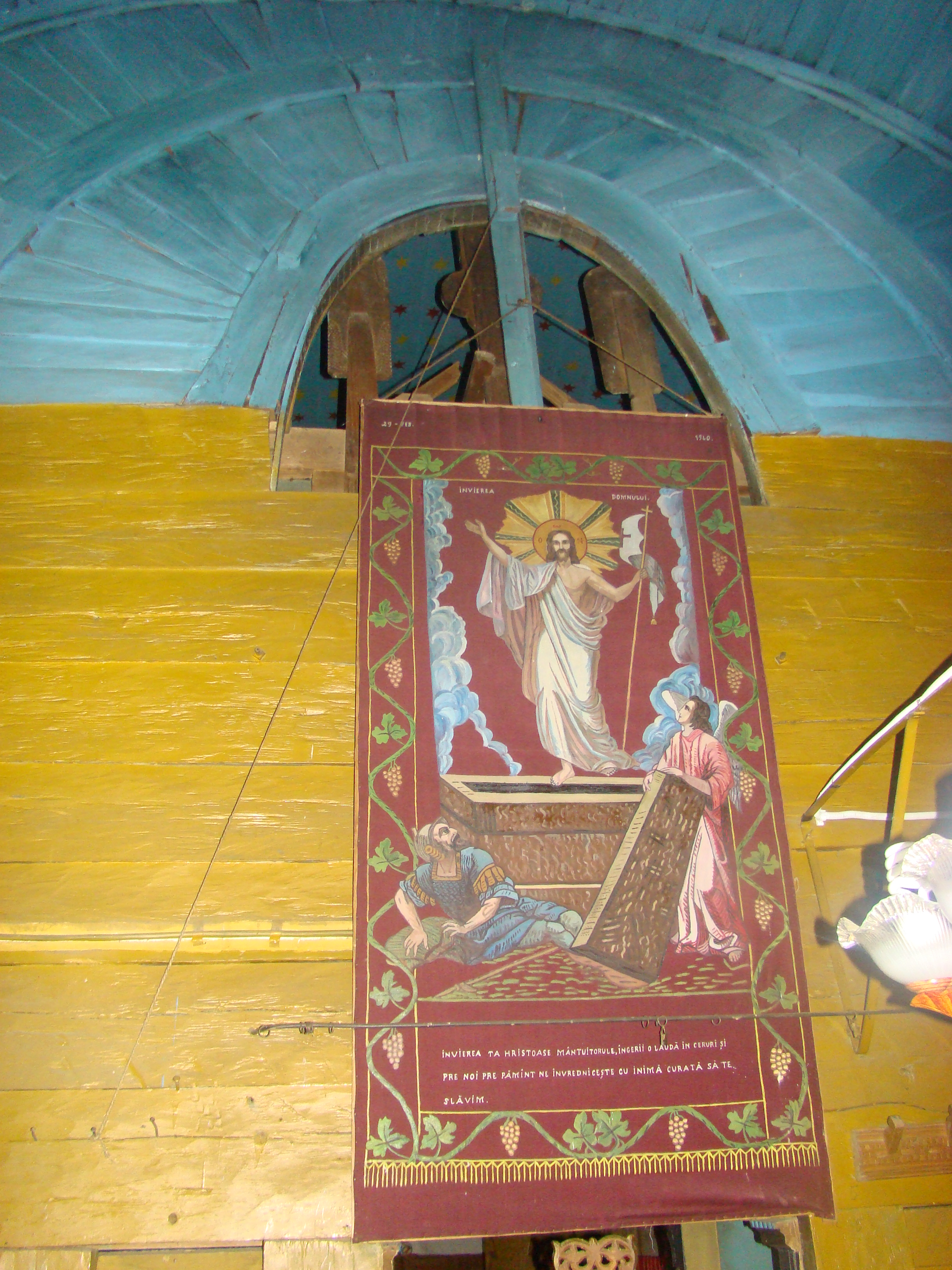
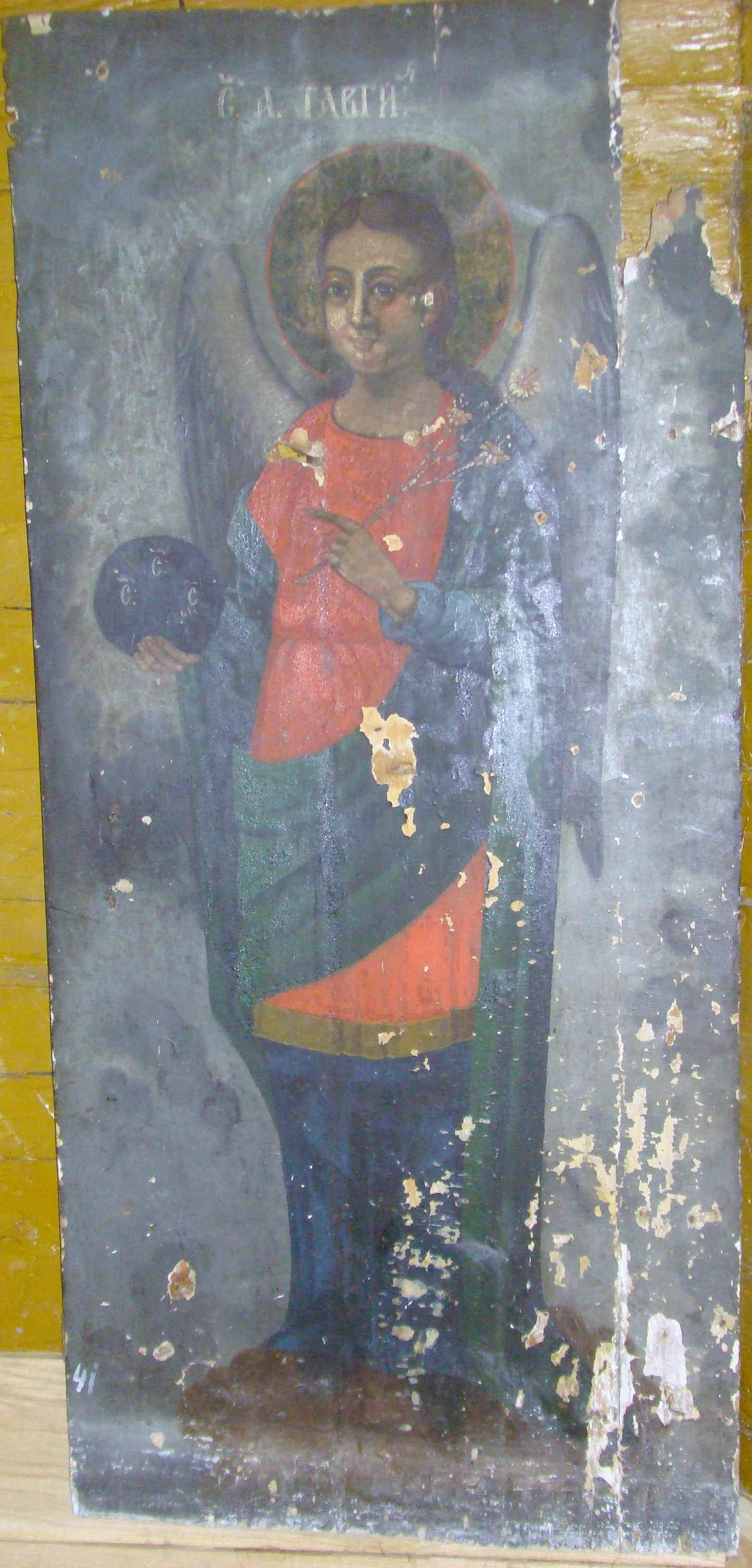